# Thailands historie
Thailands historie adskiller sig fra andre lande i Sydøstasien ved, at landet aldrig har været koloniseret. Bortset fra korte perioder af underkastelse over for nabolandet Burma, og den japanske besættelse under 2. verdenskrig, har Thailand været selvstændigt siden 1200-tallet. I nyere tid har nationen formået at balancere mellem to supermagter, Kina og USA, med langvarige nære forbindelser til begge. Indenrigspolitisk har Thailand imidlertid været præget af vedvarende konflikt og ustabilitet, siden Den Siamesiske Revolution i 1932, hvor det absolutte monarki blev erstattet med et konstitutionelt monarki.
Der er fundet spor af menneskelig bosættelse i Thailand, som er 40.000 år gamle. Efter at mon-folket havde haft et rige i det nordlige og centrale Thailand, blev det første thai-rige, bystaten Sukhothai, dannet 1238 af indvandrere fra det sydlige Kina. Under kong Ramkamhaeng blev riget befæstet, det thailandske skriftsprog indført, og theravadabuddhismen blev statsreligion.
I midten af 1300-tallet opstod et andet rige længere sydpå i Ayutthaya og det kongerige overtog magten fra 1438. I 1500-tallet indgik Ayutthaya-kongeriget handelsaftaler med europæiske rejsende, der var sejlet op ad Chao Phraya-floden. Kongeriget havde ikke noget egentligt navn, thailænderne kaldte det Mueang Thai (Bystaten Thai). mens europæerne fejlagtigt kaldte det Siam, hvilket senere blev nationens officielle navn frem 1939. i 1767 lykkedes det naboriget Burma efter adskillige krige, at erobre Ayutthaya og jævne byen med jorden.
En kinesisk adelsmand og militærleder, Taksin, grundlagde samme år et nyt rige længere nede af floden i Thonburi. I 1782 tog general Chao Phya Chakri magten og blev den første konge, Rama I, i det dynasti, der stadig sidder på Thailands trone. Han lod en ny hovedstad bygge på den modsatte flodbred, hvor der i forvejen lå en lille handelsplads ved navn Bangkok. I 1932 proklamerede en gruppe af progressive militærofficerer og bureaukrater, at kongens enevældige regering af landet var forbi. Det blev nationens første succesfulde statskup og medførte, at Siam blev til konstitutionelt monarki. Siden da (og indtil 2022) har Thailand haft yderligere 19 kup (senest i 2014), svarende til gennemsnitligt et hvert 5. år, 20 gange fået en ny forfatning og afholdt 27 demokratiske valg, Ifølge politiske kommentarer, er thailandske premierministre blot "stedfortrædere" (oversat fra engelsk: "proxy") i det ideologiske opgør, som begyndte ved enevældets ophør i 1932.

## Dvaravati-riget 7. til 11 århundrede
Dvaravati (thai: ทวารวดี) var et mon-folk kongerige fra det 7. århundrede til det 11. århundrede i den centrale region af det, der i dag kendes som Thailand. Riget blev beskrevet af den kinesiske pilgrim Hsuan-tsang i midten af det 7. århundrede, som et buddhistisk kongerige med navnet "To-lo-po-ti", placeret vest for Isanapura, vor tids Cambodja, og øst for kongeriget Sri Ksetra, vor tids Burma/Myanmar.:76 :37  Dvaravati refererer også til en kultur og kunst-stilart samt en uensartet sammensmeltning af fyrstedømmer og mon-folk. Nyere arkæologisk forskning har afsløret tilstedeværelsen af en "før-Dvaravati"-periode, som strækker sig over det 4. til 5. århundrede, og måske tidligere.

## Thailandske riger og hovedstæder
- 1238-1438, Sukhothai var hovedstaden i det første imperium, der strakte sig over det nuværende Thailand og tillige dele af Myanmar og Laos.
- Cirka 1295-1774, Chiang Mai var hovedstad i Lan Na-kongeriget i den nordvestlige del af det nuværende Thailand. Lan Na blev en del af Thonburi-riget i 1774.
- 1351-1767, Ayutthaya var hovedstad i Ayutthaya-kongeriget, der i vid udstrækning bestod af nutidens Thailand og den vestlige del af Cambodja.
- 1767-1782, Thonburi, en bydel i nuværende Bangkok var hovedstad i Thonburi-kongeriget, der blev etableret efter Burmas invasion af Ayutthaya, cirka 75 kilometer længere nede ad Chao Phraya-floden ved den lille handelsstation Bangkok.
- 1782-, Krung Thep Maha Nakhon (Bangkok) blev hovedstad i Chakri-dynastiets Rattanakosin-kongerige frem til 1932 og dynastiets efterfølgende nuværende, konstitutionelle monarki.[10]

## Thai-rigets oprindelse og Sukhothai-perioden 1238-1438
Omkring år 500 grundlagde mon-folket Dvaravati-riget i det nordlige Thailand. Så vidt vides kom et folk der kaldte sig taifolk til landet fra det, der i dag er det sydlige Kina. I 1238 grundlagde de det første thai-rige, Sukhothai, ved de nordlige bredder af Chao Phraya-floden. Under kong Ramkamhaengs styre 1283-1317 blev riget befæstet, det thailandske skriftsprog blev indført, og theravadabuddhismen blev statsreligion. Sukhothai-kongeriget eksisterede fra 1238 til 1438.
Loy Krathong-traditionen, med at sætte en skive af en bananpalme med blomster, røgelse og lys i vandet ved første fuldmåne i november, stammer fra Sukhothai-riget.

## Ayutthaya riget 1351-1767
I midten af 1300-tallet opstod et andet rige, der havde centrum længere sydpå i Ayutthaya. Det lykkes Ayutthaya-riget at underlægge sig khmererne i det nuværende Cambodja, og rigets grænser blev flyttet længere mod vest og sydpå ad Malaccahalvøen. Kontrollen med rigets randområder var dog ikke særlig effektiv. Under kong Trailok i 1400-tallet blev der indført et forvaltningssystem, sakdina, som var gældende helt frem til begyndelsen af 1900-tallet, og som man den dag i dag kan se spor af. Systemet indplacerede embedsmændene i et strengt hierarki efter hvor meget jord, de fik lov at disponere over. Jorden var imidlertid kongens ejendom, og på den måde sikrede han sine folks loyalitet. Ayutthaya-kongeriget eksisterede fra 1351 til 1767.

### Europæisk indflydelse
Ayutthayas beliggenhed – tilstrækkeligt langt nede ad floden Chao Phraya til, at byen kunne modtage oceangående skibe – var fordelagtig, både for kontrol med riget og for handel med omverdenen. Nogle forskere mener, at byen ved midten af 1600-tallet var verdens største. I 1500-tallet begyndte europæerne at vise interesse for Sydøstasiens rigdomme. Portugiserne var de første, der etablerede et handelshus i Ayutthaya, og inden længe blev der indgået handelsaftaler med andre stormagter. Eftersom handel i større målestok ikke var en naturlig del af den lokale kultur, var de fleste købmænd kinesere – og sådan er det stadig i Thailand.
Ayutthaya-kongeriget blev snart klemt mellem de europæiske stormagter, der kæmpede om herredømmet i området. Det var først og fremmest franskmænd, briter og hollændere. Kongerne forsøgte at tilgodese europæernes krav i forsøget på at bevare landets selvstændighed. Der var diplomatiske forbindelser mellem Ayutthaya og det franske hof i Versailles, og kong Narai (konge fra 1656 til 1688) ansatte en græsk opdagelsesrejsende som minister. Pave Clemens IX grundlagde i 1669 Mission de Siam for at udbrede kristendommen, men da de europæiske missionærer blev for ivrige i deres forsøg på at omvende Ayutthayas buddhister, blev franskmændene smidt ud fra byen og portene lukket mod Vesten i næsten 150 år. Ayutthayas ressourcer blev færre, og kongemagten svækket. Det lykkedes nabolandet Burma at erobre hovedstaden i 1767, og Ayutthaya blev jævnet med jorden.

## Thonburi kongeriget 1767-1782
Den burmesiske besættelse blev dog kortvarig. Thailænderne befriede sig, og et nyt kongerige blev i 1767 grundlagt af en kinesisk adelsmand og militærleder, Taksin, længere nede af floden i Thonburi.

## Rattanakosin kongeriget 1782–1932
I 1782 tog general Chao Phya Chakri magten og blev den første konge i det dynasti, Chakri-dynastiet, der endnu sidder på tronen. Han lod en ny hovedstad, bygge på den modsatte flodbred ved den lille handelsplads Bangkok på østsiden af Chao Phrayas munding. Riget blev kaldt Kongeriget Rattanakosin (thai: อาณาจักรรัตนโกสินทร์), men det var kendt i udlandet som Siam. Det blev det fjerne kongedømme i Thailands historie og varede indtil revolutionen i 1932

### Siam
De gamle kongerigeriger, Sukhothai og Ayutthaia i begyndelsen, var bystater uden egentligt navn. En bystat i Østasien blev kaldt "mueang" (thai: เมือง), hvilket betyder en by omkranset af en befæstet mur og med en hersker, der var adelig eller af høj rang, betitlet "khun" (thai: ขุน). Adelsrang var, i modsætning til for eksempel Europa, ikke arvelig, men noget man gjorde sig fortjent til. De tidlige thailandske kongeriger hed således Mueang Thai.
Siam (thai: สยาม) var rigets udenlandske navn fra 1782 til 1939, hvor det skiftede til Kongeriget Thailand, men for en kort periode fra 1946 til 1948 atter til Det Kongelige Kongerige Siam (Royal Kingdom of Siam, thai: พระราชอาณาจักรสยาม), for igen at skifte navn til Kongeriget Thailand. Folket havde imidlertid altid kaldt landet for Mueang Thai. "Mueang" refererer til en bystat, en by omgivet af en fæstningsmur, meuang var udbredt foran rigers navne i Sydøstasien. En mere kraftfuld udlægning af mueang er "krung", som kom foran navnet på den ny hovedstad ved handelspladsen Bangkok, Krung Thep Maha Nakhon, eller kort blot Krung Thep (da. Englenes By).
Der er flere udlægninger af oprindelsen til navnet Siam. En udlægning er, at det kan stamme fra sanskrit-ordet Śyāma (der betyder "mørk" eller "brun"). En anden forklaring er, at navnet skyldes en misforståelse blandt portugisiske søfarere, der sidst i 1400-taller, under Ayutthaya-perioden, havde spurgt om hvorfra folket (eliteklassen) oprindeligt kom, og da de fik svaret Xian (i Kina), blev det opfattet og nedskrevet som Siam. En anden forklaring er, at Siam stammer fra pali (indoarisk oldtidssprog) og betyder "Guldlandet" (suvaṇṇabhūmi).
De første Chakri-konger havde held til at styrke Siam over for Burma og truslen om kolonisering fra de europæiske stormagter. Landets beliggenhed gjorde det efterhånden til en stødpude mellem briterne i vest og franskmændene i øst, og selvstændigheden blev opretholdt med diplomatisk snilde og afgivelse af visse landområder. Samtidig fik udlændinge større frihed i landet. Kongerne Mongkut (1851-1868, Rama IV) og Chulalongkorn (1868-1910, Rama V) viste interesse for teknik og vestlige ideer, og Chulalongkorn fik siden tilnavnet det moderne Thailands fader. Han afskaffede det gamle sakdina-system, moderniserede forvaltningen og indførte statslig skoleundervisning.
I de første årtier af 1900-tallet blev Siam mere og mere velstående, fordi produktionen og eksporten af ris steg. Bangkok udviklede sig til et vigtigt handelscentrum, og spændingen steg mellem kongen og den efterhånden indflydelsesrige bureaukratiske elite, der i 1912 gennemførte et mislykket kupforsøg mod kongen. Tyve år senere gjorde et ublodigt kup en ende på enevælden.

### Anglo-Siamese Treaty 1909
Den anglo-siamesiske traktat, også kendt som Bangkok-traktaten, der blev underskrevet i Bangkok den 10. marts 1909, etablerede den moderne grænse mellem Malaysia og Thailand. Områderne moderne Pattani, Narathiwat, det sydligste Songkhla, Satun og Yala forblev under thailandsk kontrol. Årtier senere medførte oprør i denne region. Den første grænseafgrænsningspæl blev rejst under kong Chulalongkorn (Rama V)s regeringstid. Mellem 1910 og 1911 blev i alt 109 sådanne grænsepæle rejst, hvilke markerede den første fase af thailandsk-malaysisk grænsegrænsesamarbejde. Den anden fase begyndte så sent som i 1973 og sluttede først i 1985, hvor yderligere 12.169 grænsepæle blev rejst. Oversvømmelser har sidenhen medført betydelige ændringer i landskabet, herunder flodbredderne.

### Slaveri
"I det gamle Siam blev indbyggerne betragtet som kongens varer og løsøre og de havde ingen absolut magt over deres eget liv eller deres ejendom, kongen kunne bruge dem, som det passede bedst til hans formål. Derudover havde indbyggerne ingen betydning." Således skrev den britiske forsker, H. G. Quaritch Wales, der arbejdede i lord Chamberlains afdeling ved det siamesiske kongelige hof, som rådgiver for kongerne Rama VI, Vajiravudh (1910-1925), og Rama VII, Prajadhipok (1925-1935), i sin undersøgelse af Thailand fra 1931, Siamese State Ceremonies; Their History and Function.. De første europæere, der besøgte Siam, observere at mellem 50 procent og 90 procent af befolkningen blev holdt i en form af slaveri Bortset fra krigsfanger, der var klassificeret som slave, kunne folk sælge sig selv til en status, der ofte oversattes som slaveri, eller blive tvunget til det på grund af gæld eller som straf. En husherre kunne sælge koner og børn. Slavestatus gik i arv og slaver havde en værdi som handelsvare. De europæiske handelsmænd havde svært ved at finde arbejdskraft og måtte købe den fra aristokratiet, der ejede slaver. Fandt handelsmændene frie arbejdere, kunne de ikke være sikre på at beholde dem, hvis styret havde behov for militære operationer.
Under kong Rama V, Chulalongkorns regeringstid (1868-1910), blev der gjort tiltag til at afslutte slaveri. I august 1874 blev der givet ordre om, at enhver slave født før 1868 ville blive fri i en alder af 21 år, og enhver født efter 1868 kunne ikke sælge sig selv til slaveri efter det fyldte 21. år. Ordren undtog eksisterende gældsslaver, krigsfanger, børneslaver og Corvée-systemet (fra fransk, en form for ubetalt tvungent arbejde for staten i begrænsede perioder, typisk et bestemt antal dages arbejde hvert år). Slaveriet i Siam blev endelig afskaffet i 1915.

### 1. verdenskrig
I begyndelsen af 1. Verdenskrig (WWI) erklærede Siam sig neutral, men i midten af 1917 erklærede man krig mod Tyskland og Østrig-Ungarn. Siam var det eneste uafhængige land i Sydøstasien, der deltog i krigen tropper, da man i 1918 sendtes en mindre ekspeditionsstyrke til Frankrig. Selvom det var militært ubetydeligt, tillod Siams deltagelse i krigen landets enevældige kongelige elite, at bekræfte sit styre og fremme patriotiske følelser. Efter krigen deltog Siam i fredskonferencen i Paris og blev tillige et stiftende medlem af Folkeforbundet. Siams deltagelse i krigen var et vigtigt skridt i retning af, at afskaffe de ulige traktater, der begrænsede landets kommercielle og juridiske autonomi. Siams krigserklæring markerede en væsentlig udenrigspolitisk beslutning i en tid med imperialisme. Der eksisterer indtil 2015 ikke nogen detaljeret historiografisk undersøgelse af Siams deltagelse i 1. Verdenskrig, men nogle undersøgelser berører krigen i andre sammenhænge.

## Den Siamesiske revolution 1932 og ophør af enevælde
Ved daggry den 24. juni 1932, samledes en gruppe af progressive militærofficerer og bureaukrater, der kaldte sig Folkets parti (engelsk: Peoples Party, thai: คณะราษฎร, udtales som Khana Ratsadon), foran Dusit-kongepaladset i Bangkok, med støtte fra militæret. Lederen, øverstkommanderende over hæren, Phraya Phahon Phonphayuhasena, der blandt andet var uddannet som ingeniør i Danmark, stod med front mod den kongelige tronsal og proklamerede, at kongens enevældige regering af landet var forbi. Kong Prajadhipok (Rama VII), der spillede golf i Hua Hin, hvor en række af kongelige sommerpaladser ligger, indvilgede senere samme dag i at opgive enevælden. Siam blev derved til konstitutionelt monarki, og dagen blev udnævnt som Nationaldag.
Indenrigspolitisk har Thailand været præget af vedvarende konflikt og ustabilitet lige siden, hvor der frem til 2014 har været yderligere 19 statskup.

## Militært styre 1932-1971

### Perioden før WWII
Kong Prajadhipoks abdicerede i 1935, da han ikke vil underskrive en ny forfatning, hvorefter den kun ni år gamle Ananda Mahidol blev anerkendt som konge af Siam. De ansatte i statsforvaltningen var uddannet i Europa, og sammen med militæret udgjorde de efterhånden samfundseliten.
Feltmarskal Phibun Songkhram (oversættes også som Plaek Pibulsongkram), kendt som Phibun (pibul), der var en stor beundrer af Hitler, tiltvang sig diktatoriske beføjelser i 1938, nærmest i lighed med tidligere enevældige konger. Phibun gennemførte også den første klart politiske henrettelse i Siam i mere end et århundrede, hvor 18 personer, der var anklaget for at planlægge et statskup mod hans regime, blev skudt. Samfundet blev indrettet efter europæisk fascistisk forbillede. Det var Phibun, der i 1939 ændrede landets navn fra Siam til Thailand.

### Thailand under WWII
Den 7. december 1941, halvanden time før japanerne angreb Pearl Harbor på Hawaii, invaderede Japan Thailand i en 5-timers kamp ved Ao Manao-stranden i Prachuap Khiri Khan-provinsen. Få timer senere dannede Thailand alliance med Japan for at invadere Burma og en måned senere erklære krig mod Storbritannien og USA.
Da Thailand samarbejdede med Japan under WWII, blev den japanske besættelse af landet blev derfor meget mild. Feltmarskal Phibuns slogan under krigen var: "Tro på lederen, og landet vil være uden for fare". Phibuns fotografi hang overalt, og hans slagord blev spredt via aviser, plakattavler og i radioen. Phibuns styre var hovedsageligt baseret på militærets fremtrædende rolle i samfundet, hvilket hindrede demokratisk socialpolitisk og økonomisk udvikling af landet. Efterhånden som krigslykken vendte for japanerne, voksede utilfredsheden med styret i den thailandske befolkning, og Phibun blev afsat ved et militærkup i 1944 af en USA-støttet modstandsbevægelse.

### Tiden efter krigen
Tiden efter krigen var urolig. I 1946 blev den unge Bhumibol konge, efter storebroderen, kong Anandas pludselige død. Formelt var demokratiet blevet genindført, men de politiske partier var svage, og militæret erobrede atter magten ved et kup i 1947. Og året efter var Phibun – der med nød og næppe havde undgået at blive stillet for retten for krigsforbrydelser – tilbage som landets leder. Samtidig sørgede bl.a. Koreakrigen for, at Thailands økonomi kom ind i en gunstig udvikling, og de thailandske generaler blev af en stor del af omverden betragtet som en bastion mod den kommunistiske trussel i Sydøstasien. USA indledte et omfattende militært og økonomisk bistandsprogram.
I 1957 forsøgte Phibun at styrke sin stilling ved at gennemføre et valg, hvor valgfusk dog var så åbenlys, at regeringens valgsejr også blev dens fald. Det blev en anden general, Sarit Thanarat, som overtog magten og indledte en ny diktaturperiode med vægt på traditionelle, nationale værdier. Den økonomiske udvikling fortsatte, Japan foretog store investeringer i landet, og den eskalerende krig i Vietnam gavnede Thailands udenrigshandel. USA fik lov at etablere flere militærbaser i landet og udbyggede ved den lejlighed vejnettet og anden infrastruktur i den forsømte østlige del af Thailand.
Efter Sarits død i 1963 tog nye generaler over. Trods kommunismens fremgang i nabolandene fik en venstreorienteret oprørshær aldrig rigtig fodfæste hos det thailandske folk.

## Militærkup, demokrati og massakre 1971-1980
I 1970'erne kom det dog til studenterprotester i Bangkok. USA's beslutning om at trække sig ud af Vietnam, og de forsigtige tilnærmelser mellem USA og Kina, skabte usikkerhed i Thailand. Den økonomiske fremgang stilnede af, og det blev hårde tider for mange. En skandale med krybskytteri – Thungyai poaching scandal – var en
medvirkende årsag til militærstyrets fald. Der blev flere og flere protester, og de førte i 1973 til militærdiktaturets sammenbrud.
De følgende tre år var urolige. Politiske partier blev dannet og opløst i hastig rækkefølge, og foruden studenterne begyndte også bønder, arbejdere og munke at organisere sig. Regeringen gjorde meget lidt for at imødekomme kravene om reformer.

### 1976 Thammasat Universitet-massakren
Den 16. august 1976 vendte Feltmarskal Prapas Charusathien, tidligere indenrigsminister i militær-regeringerne under Sarit Thanarat og Thanom Kittikachorn, tilbage fra eksil. Tre dage senere marcherede omkring 10.000 demonstranter fra Sanam Luang-pladsen ved Grand Palace til Thammasat Universitets fodboldbane og slog lejr natten over. Flere universitetsstuderende sluttede sig til protesten, hvilket fik Charusathien til atter at flygte fra Thailand den 22. august.
En anden landflygtige leder, der forsøgte at vende tilbage, var feltmarskal Thanom Kittikachorn, en militærdiktator og juntaleder, som var sendt i eksil tre år tidligere efter et folkeoprør. Thailændere var rystede, da Kittikachorn var anset som både tyran og diktator, hvis regering var notorisk korrupt. Den demokratiske regeringen, under ledelse af Seni Pramoj, afviste først Kittikachorns ønske om at vende tilbage fra eksil, for at tage sig af sin svagelige ældre far, men den 19. september gav den ham alligevel lov. Iført safranfarvet kåbe blev Kittikachorn ordineret som munk ved Wat Bowonniwet Vihara (det er normal thailandsk praksis, at vise anger, ved at lade sig ordinere og blive buddhist-munk i en periode). Han blev også besøgt af den thailandske konge, Bhumibol Adulyadej, og dronning Sirikit.
Den civile regerings beslutning skulle ville vise sig at være en afgørende fejl. Thanom Kittikachorn tilstedeværelse polariserede yderligere de skrøbelige politiske skel. Landets højrefløj brugte tidens antikommunistiske retorik til at beskylde demonstranterne, og deres forsøg på at afvise den nyligt hjemvendte Kittikachorn, som venstreorienteret propaganda, der støttede kommunisterne. Den 23. september fik en heftig parlamentsdebat premierminister Seni Pramoj, til at træde tilbage, efter hans partis fløje ikke kunne blive enige om et kompromis, til at håndtere Kittikachorns hjemvenden. Kong Bhumibol beordrede premierministeren genindsat kun to dage senere. Den 24. september blev ligene af to embedsmænd, Wichai og Chumporn, der havde været med i protesterne, for at fjerne Kittikachorn, fundet hængt ved Den Røde Port i centrum af byen Nakhon Pathom, omkring 50 kilometer fra Bangkok. De protesterende studenters ledere var i stand til at finde fotografiske beviser for forbrydelsen og dens politiske karakter. Den 25. september fremsatte studenterlederne to krav: Thanom Kittikachorn skulle forvises, og Wichais og Chumporns morderne skulle bringes for retten.
Den 29. september forsamledes flere end 20.000 studerende på Sanam Luang-pladsen nær Thammasat Universitetet, for at give udtryk for kravene. Yderligere protester opstod i andre dele af landet. Mange af demonstranterne blev angrebet af højreorienterede bøller, der betegner sig selv som patrioter. Den 4. oktober afslørede premierminister Pramoj, at en gruppe politimænd stod bag drabene på Wichai og Chumporn. Snesevis af højreorienterede bøller ankom til Sanam Luang-pladsen, for at skræmme demonstranterne, hvorefter de søgte tilflugt på universitets Tha Phrachan-campus.
Den 5. oktober eskalerede situationen, efter avisen Bangkok Post offentliggjorde en rapport, og et billede af et studenter-teaterstykke om lynchning og hængning af de to mænd. Den højreorienterede avis Dao Siam offentliggjorde det samme billede og hævdede, at en af de studerende, der blev vist hængende, lignede kronprinsen, Thailands nuværende konge. I en historie med overskriften "Stomping on the Hearts of Thais across the Country" (dansk: "Trampende på thailændernes hjerter over hele landet") hævdede avisen, at teaterstykket var en bevidst fornærmelse mod kronprinsen. Stykkets skuespillere forsøgte straks at fjerne forvirringen, men på det tidspunkt var flere højreorienterede radiostationer og andre medier, begyndt at omtale de protesterende studerende som "oprørere".
Spændingerne kulminerede tidligt om morgenen den 6. oktober, da sikkerhedsstyrker omringede Thammasat Universitets Tha Prachan-campus og åbnede ild mod de forsvarsløse, protesterende studerende. Militser fra det yderste højre sluttede sig til angrebet og stormede universitetets porte. Studerende blev slået og dræbt på stedet, eller trukket ud og lynchet på den tilstødende Sanam Luang-plads, foran en råbende menneskehob. Det officielle dødstal blev opgjort til 46 dræbte, deriblandt adskillige embedsmænd, og 167 sårede. Desuden blev omkring 3.000 anholdt. Flere overlevende påstår at dødstallet var over 100.

#### "6. oktober" mindeudstilling
I oktober 2020 blev der etableret en midlertidig mindeudstilling på Thammasat Universitets Tha Prachan campus, hvor massakren den 6. oktober 1976 fandt sted. Udstillingen skildrer massakrens rædsler og begivenhederne, der førte dertil. En nyvalgt regering i kølvandet på massakren, og et efterfølgende kup, havde en officiel holdning om "tilgiv og glem". Den thailandske offentlighed forblev stort set tavs, og der kom ingen offentlig diskussion om begivenhederne i oktober 1976. Åben diskussion om Thammasat Universitet-massakren understøttes ikke af den i 2019 valgte premierminister Prayut Chan-o-cha og hans regering.
Nogle lig fra massakren blev hængt på vejtræer lige udenfor universitetet, og ligene blev slået foran en forsamlet folkemængde. Især et billede, taget af Associated Press-fotograf, Neal Ulevich, fangede morgenens meningsløse brutalitet og galskab. Det er billedet af et lemlæstet lig, der hænger fra et træ, hvor en mand glædeligt banker den livløse krop med en plastikstol. Publikum ser på, nogle griner endda. Fotografiet vandt 1977-Pulitzerprisen for Spot News Photography (dansk: På stedet nyhedsfoto).
- Fotoplanche udstillet på Thammasat Universitetets Tha Phrachan-campus fodboldbane.
- Fotoplanche udstillet på Thammasat Universitetets Tha Phrachan-campus fodboldbane.
- Fotoplanche udstillet på Thammasat Universitetets Tha Phrachan-campus fodboldbane.
- Udstilling i Thammasat Universitetets Tha Phrachan-campus.
- Besøgende betragter Neal Ulevichs Pulitzerpris-foto.

## Miltærstyre og demokrati 1980-1992

### Prem Tinsulanoda
Under general Prem Tinsulanonda, der blev landets leder i 1980, blev det tidligere nære forhold til USA genoprettet. En ny regeringsform, hvor magten var delt mellem regering og militær med kongen som mellemled, blev indført. Samtidig blev regimets holdning over for anderledes tænkende blødt op, og nogle politiske fanger fik amnesti. Der blev gjort olie- og gasfund i Siambugten, og det gav en vis optimisme efter nogle økonomisk hårde år. Thailand fik igen en økonomisk vækst som i 1960'erne, og den efterfølgende modernisering forandrede de sociale strukturer.
Prems regime adskilte sig fra Sarits ved, at det savnede en tydelig ideologi. Hovedmålet var at sikre stabilitet. Den gamle såkaldt klientilistiske politiske struktur – hvor magthaverne køber sig til loyalitet hos forskellige grupper i samfundet – blev lidt efter lidt afløst af et politisk liv med alliancer dannet af interessefællesskab eller fælles ideologi. Forfatningen blev ændret, så det håndplukkede senats magt blev indskrænket meget, og det førte i 1985 til endnu et kupforsøg, som dog mislykkes.

### Chatichai Choonhavan
Ved parlamentsvalget i 1988 gik landets ældste parti, Det Demokratiske Parti, stærkt tilbage, og det højreorienterede Thainationen vandt frem. Dets leder, Chatichai Choonhavan, blev premierminister. Det var første gang siden 1976, Thailand fik en folkevalgt regeringsleder. Chatichai indledte en række reformer, som blandt andet gavnede det private erhvervsliv. Og Thailand begyndte at investere i sine fattige nabolande.
Men bekymringen for den frie markedsøkonomis negative effekter – inflation, korruption, trafik- og miljøproblemer mm. – voksede. Regeringen overlevede indtil flere mistillidsafstemninger, men også højtstående militærfolk udtrykte deres misfornøjelse. For at dæmpe deres utilfredshed, tillod Chatichai, at militære nøgleposter blev besat af folk fra den såkaldte "klasse 5". Det var en gruppe bestående af indflydelsesrige mænd, som havde taget eksamen fra militærakademiet på samme tid i 1950'erne. Det banede vejen for et nyt, ublodigt kup i februar 1991. Forfatningen blev sat ud af kraft. Det var stadig tilladt for politiske partier at virke, men de eksisterende partier var dybt splittede. I december var den nye forfatning klar, og der blev afholdt parlamentsvalg i marts 1992.

### Black May 1992
Valget resulterede i en svag koalitionsregering med fem partier, og da ingen af dem kunne præsentere en troværdig leder, blev posten som regeringsleder indtaget af en af kupmagerne, Suchinda Kraprayoon. Denne gang reagerede offentligheden stærkt, og der var store demonstrationer i Bangkoks gader. Demonstranterne krævede, at regeringslederen blev et af de folkevalgte parlamentsmedlemmer. Protesterne fortsatte hele foråret. Den 17. maj besluttede Suchinda at stoppe dem med vold. "Black May", som oprøret blev kaldt, forsatte til den 20. maj. Overgreb fra militæret førte til 52 dødsfald, hvorefter kong Bhumibol Adulyadej greb ind og Suchinda måtte gå af. Der blev indsat en overgangsregering og militærets øverstbefalende lovede, at militæret ikke ville gribe ind.

## Demokrati 1992-2006
Ved valget i efteråret 1992 fik det gamle Demokratiske Parti flest pladser i parlamentet, men Thainationen og det nye parti National Udvikling, som Chatichai havde dannet kort efter urolighederne i maj, fik næsten lige så mange. Det Demokratiske Partis leder, Chuan Leekpai, blev ny premierminister og lovede ved sin tiltrædelse at forsøge at bekæmpe korruptionen i det politiske liv.
En vigtig opgave for parlamentet var nu at få gennemført en demokratisk reform af forfatningen. I januar 1995 lykkes det endelig Chuan at få samlet flertal for en række tillæg til forfatningen. Reformerne indebar blandt andet, at den stemmeberettigede alder blev sat ned fra 20 år til 18 år, at der blev fjernet pladser i det militærdominerede senat, og at senatorer og ministre ikke længere måtte nyde frynsegoder hos myndighederne eller i statslige virksomheder.
Men i forbindelse med et forslag til en jordreform blev regeringen i foråret 1995 anklaget for korruption. Efter en tillidsafstemning blev parlamentet opløst i maj samme år, og der blev afholdt nyvalg tre måneder senere. Valget blev vundet stort af partiet Thainationen, hvis leder, Banharn Silapa-archa, blev premierminister i spidsen for en skrøbelig koalition af syv partier. General Chaovalit Yongchaiyudhs, der havde fået posten som forsvarsminister, kom mere og mere til at fremstå som premierministerens største rival og formodentlig hans arvtager. Regeringen fremstod stadig mere korrupt og forsøgte at vinde popularitet, ved at gennemføre nogle af de tidligere lovede reformer. Det meste af lovgivningsarbejdet kørte dog fast på grund af uenighed internt i regeringen. I efteråret 1996 trak Banharn sig og udskrev nyvalg.

### Finanskrisen 1997
Umiddelbart før den asiatiske finansielle krise ramte i 1997 var Thailands udenlandsgæld større end 100 mia. USD (ca. 600 mia. DKK). Med et BNP omkring 180 mia. USD (Ca. 1.080 mia. DKK), udgjorde udlandsgælden 55 %. Valutareserverne var 37 mia. USD (ca. 220 mia. DKK) i december 1996. Forud havde været en imponerende vækstperiode fra 1990 til 1996, hvor udenlandske kapital strømmede ind grundet lav inflation, høje renter og betalingsbalanceoverskud. Bankernes udlån var massive og tilgodehavenderne store. Da verdens efterspørgsel på halvledere, der var en stor eksportartikel for Thailand, faldt i 1996, kombineret med fremkomsten af Kina som et konkurrencedygtig destination for udenlandske investeringer, kom den thailandske valuta under stigende pres grundet kapitalflugt. Først blev thailandske baht lænket til USD, men centralbanken blev tvunget til at lade kursen flyde, da valutareserverne løb ud, hvorefter den faldt mere end 50%. Thailand måtte søge hjælp fra IMF (Internationale Valutafond) for at stoppe krisen.

### Thaksin Shinawatra-perioden 2001-2006
Trods Thaksin Shinawatra havde været indblandet i flere kontroversielle affærer vandt han valget i 2001, og han blev den første valgte premierminister, der sad hele perioden ud. I januar 2005 blev han genvalgt med en såkaldt jordskredssejr. Der var imidlertid store strukturelle komplikationer i opbakningen til både ham, og hans parti Thai Rak Thai. Mens opbakningen fra landdistrikterne var massiv, var det samme absolut ikke tilfældet i de sydlige provinser og byområderne, i særdeleshed hovedstadsregionen. Gennem en periode blev det nærmest en fast norm med ugentlige demonstrationer. En hemmelig plan om at afsætte Thaksin ved et statskup tog sin begyndelse i februar 2006, samtidig med at Thaksin opløste parlamentet og udskrev parlamentsvalg til 2. april 2006. Oppositionen boykottede valget med en så massiv opbakning, at der adskillige steder blev afleveret flere blanke stemmesedler end udfyldte. Forfatningskommissionen erklærede valget for ugyldigt, hvorefter der opstod en dyb konflikt mellem forfatningskommissionen og valgkommissionen. Der blev udskrevet et nyvalg til 19. oktober 2006, som oppositionen tilkendegav, at de ville deltage i.

## Militærkuppet i 2006
Den 19. september 2006 blev premierminister Thaksin Shinawatra afsat ved et militærkup, det første i 15 år. Thaksin var under kuppet på udlandsrejse for at holde tale til FN i New York. Militæret aflyste det kommende valg, suspenderede forfatningen, opløste parlamentet, forbød protester og al politisk aktivitet, undertrykte og censurerede medierne, samt arresterede medlemmer af kabinettet. Thaksin vendte ikke tilbage til Thailand før februar 2008, hvor han blev anklaget for korruption, men erklærede sig ikke skyldig og blev løsladt mod kaution. I august besøgte han Kina i forbindelse med Olympiade-åbningen, og i den forbindelse søgte han politisk asyl hos Storbritannien med påstand om, at retssagen mod ham var politisk. I oktober blev han dømt in absentia og anmodet udleveret fra Storbritannien. Han har siden levet i selvvalgt eksil, primært i Dubai og Hong Kong.
Efter kuppet opretholdt militæret styringen af landet i en periode, hvorunder politikere fra forhenværende premierminister Thaksins parti, Thai Rak Thai, blev bandlyst fra politisk aktivitet i en årrække og partiet blev opløst. I kølvandet af militærkuppet opstod bevægelsen National United Front of Democracy Against Dictatorship (UDD), senere kendt som rødtrøjer, som støttede afsatte premierminister Thaksin Shinawatra og protesterede mod kupmagerne, for at opnå demokratisk valg. Bevægelsen opløstes efter der blev afholdt demokratisk valg i december 2007, hvorefter People's Power Party (forkortet PPP), leddet af Samak Sundaravej, dannede regering sammen med fem mindre partier.

## Demokratisk periode med politiske konflikter 2008-14

### Demonstrationer og regeringsopløsninger
De følgende år var præget af politisk uro og optøjer i især hovedstaden Bangkok. Grupperne markerede sig under betegnelserne Rødtrøjer, som støttede People's Power Party (forkortet PPP) og var tilhængere af tidligere premierminister Thaksin Shinawatra, og Gultrøjer, der støttede oppositionen, Det Demokratiske Parti.
Premierminister Samak Sundaravej blev i september 2008, efter en række skandaler og et "overlevet" mistillidsvotum i parlamentet, erklæret skyldig i interessekonflikt af forfatningsdomstolen, på grund af sin medvirken som vært i et Tv-program om madlavning, hvorefter han måtte træde tilbage. Premierministerposten blev overtaget af partifællen Somchai Wongsawat, der dog allerede en måneds tid senere, i oktober 2008, blev forhindret adgang til sit kontor af massive demonstrationer fra en gruppe gultrøjer, der kaldte sig People's Alliance for Democracy. I november bredte gultrøjedemonstrationerne sig, og den nyåbnede Suvarnabhumi lufthavn blev blokeret en kort periode. Den 2. december afgav Højesteret en kontroversiel dom om, at PPP var fundet skyldig i valgsvindel og partiet skulle opløses. Umiddelbart efter lykkedes det for Det Demokratiske Parti at danne en ny regering med Abhisit Vejjajiva som premierminister.
En demonstrerende rødtrøje oppositionsgruppe, National United Front of Democracy Against Dictatorship (UDD), der oprindeligt blev dannet efter 2006-kuppet og opløst ved valget i 2007, genopstod i april 2009. De foranstaltede en aggressiv demonstration i badebyen Pattaya under det asiatiske topmøde Fourth East Asia Summit, der blev aflyst da demonstranterne stormede og blokerede kongrescentret på Royal Cliff Hotel. Mødet blev efterfølgende afholdt i oktober måned.
Et årstid senere, i perioden marts til maj 2010, foranstaltede UDD i en række ny voldelige optøjer, som førte sammenstød med militære fraktioner, hvilket resulterede i 87 dødsfald og flere end 1300 tilskadekomne. Rødtrøje demonstranterne besatte Bangkoks forretningskvarter i flere uger og regeringen indførte undtagelsestilstand. Urolighederne spredtes til provinsbyerne Chiang Mai og Surat Thani. Efter adskillige voldelige sammenstød overgav UDD sig den 19. maj.
- People's Alliance for Democracy (PAD), gultrøje demonstration på Sukhumvit road den 30. August, 2008.
- Type-85 AFV kampvogn foran en rødtrøje' barrikade ved Saladaeng Intersection, 19 May 2010.
- Flammende brandbiler i Chiang Mai, 19 Maj 2010.

### Yinluck Shinawatra og ris-støtteordning
Ved parlamentsvalget i juli 2011 vandt det nydannede oppositionsparti Pheu Thai en såkaldt “jordskredssejr”. Partiet var ledet af den politisk uerfarne Yingluck Shinawatra, yngste søster til tidligere premierminister Thaksin Shinawatra, der blev beskyldt for, at han fra sit frivillige eksil var den egentlige leder af en marionetregering. Thaksin havde ved adskillige lejligheder holdt video-link transmitterede taler til rødtrøje gruppers møder, og de thailandske medier omtalte, at alle ny ministre skulle godkendes personligt af Thaksin Shinawatra, der skiftevis opholdt sig i Hongkong eller Dubai.
Det vigtigste valgløfte i 2011 fra Yingluck Shinawatra var et såkaldt Rice Pledge Scheme (da. ris løfte ordning), måske mere korrekt oversat til et rice-pawning scheme (da. ris pante ordning), hvor bønderne blev lovet at regeringen købte deres rishøst for en høj pris, og hvis markedsprisen senere steg, kunne de få deres ris tilbage, og sælge den til markedspris. Da 40% af Thailands arbejdsstyrke var beskæftiget i landbrug, og hovedparten med risdyrkning, resulterede dette løfte i Yingluck Sinawatras valgsejr. Strategien var en simpel tretrinsproces, hvor ris blev opkøbt til overpris, derefter lagt på regeringens lagre for at presse verdensmarkedsprisen op, for til sidst at sælge risen til en højre pris, end den oprindeligt blev støttet med. Trods Thailand på daværende tidspunkt kontrollerede 30% af verdensmarkedet for ris, blev ordningen af kritikere anset for urealistisk fra begyndelsen, og planen gav også bagslag, da andre lande, især Indien og Vietnam, straks fyldte det thailandske ris-tomrum fra slutningen af 2011 og frem til 2013. Offentlige tal for de samlede omkostninger til ordningen blev ikke frigivet af regeringen, men skønnedes at ligge mellem 8 mia. USD og op til 20 mia. USD (45 mia. til 110 mia. DKK). I alt blev 18 mio. tons usolgt ris henlagt i regeringens lagre.
I januar 2014 begyndte den Nationale Anti-korruptions Kommission (NACC) at undersøge Yingluck Shinawatras rolle i ordningen. I maj blev hun er tvunget til at træde tilbage som premierminister, efter at Thailands forfatningsdomstol fandt hende skyldig i magtmisbrug i anden anledning. Nogle måneder senere fjernede militæret, hvad der var tilbage af hendes regering, ved et statskup. I januar 2015 anklages hun efter en af militæret støttet lov for korruption, i forhold til sin rolle i ris-støtteordningen. Dommen skulle afsiges den 25. august 2017, hvor pressen forinden spekulerede i udfaldsmulighederne, med henholdsvis skyldig, med op til 10-års fængsel, skyldig med en betinget dom, og frifindelse, samt overvejelser om appel. Desuden var der den mulighed, at hun ikke ville møde op til domsafsigelsen, men derimod flygte, hvilket myndighederne måske ville foretrækker, frem for "skyldig", hvor hendes fængsling kunne gøre hende til en mere sympatisk figur, og hæve hende til status som et "demokratikoncept" – ligesom Myanmars tidligere oppositionsleder og Nobelprisvinder Aung San Suu Kyi.
På dagen for domsafsigelsen mødte Yingluck Sinawatra imidlertid ikke op i retten. Sinawatras advokat oplyste, at frafaldet skyldtes sygdom. Sent om eftermiddagen rapporterede flere udenlandske nyhedsmedier, at Yingluck if. vice-premierminister Prawit Wongsuwan havde forladt Thailand via grænsen til Cambodja, hvorfra hun var fløjet til Singapore og mødt sin storebror, Thaksin Shinawatra, og sammen var de forsat til Dubai, hvor Thaksin blandt andet opholdt sig i frivilligt eksil, efter at være blevet afsat ved et militærkup i 2006. Prawit Wongsuwan understregede, at den siddende militærregering ikke havde nogen forlods viden om med flugten, CNN oplyste den 28. september, at Yingluck havde opholdt sig i London i to uger, samt at hun søgte asyl i Storbritannien.
Thailands højesteret kendte den 25. august 2017 tillige fhv. handelsminister Boonsong Teriyapirom og fhv. viceminister Phumi Saraphol, begge fra Yingluck Sinawatras regering, skyldig i falske regering-til-regering handler med Kina under ris-støtteordningen, de blev idømt henholdsvis 42 års og 36 års fængsel. I alt fandt Højesteret 20 personer skyldige i overtrædelser ifm. ordningen. Den 29. marts 2021 blev de to ministre og tre embedsmænd dømt til, at betale en erstatning på i alt 14,723 milliarder baht (cirka tre milliarder kroner), de to forhenværende ministre hver omkring 700 millioner baht (cirka 145 millioner kroner).
Den 27. september 2017 afsagde Højesteret dom in absentia over Yingluck Shinawatra, hvor retten idømte hende fem års fængsel for at undlade at stoppe falsk og korrupt G2G (government-to-government, da. regering-til-regering) salg af ris fra ris-støtteordningens lagre til Kina. Manglen på reaktion var ensbetydende med uærlig og manglende indgriben, for ikke havde fjernet Boonsong Teriyapirom som handelsminister, hvilket var i strid med straffeloven og antikorruptionsloven fra 1999, og dermed berettigede en femårige fængselsperiode. I den anden anklage om, at hun var skyldig i skader forårsaget af hendes implementering af ris-støtteordningen, blev hun frifundet. Retten erklærede tillige, at både anklager og dømte havde ret til at appellere dommen inden for 30 dage, i henhold til den nye 2017-forfatning, der dog forudsætter at Yinglock personligt møder op i forbindelse med indgivelse af appel, hvilket vil kunne medføre hendes arrest.
Udgifterne til ris-støtteordningen var dog ikke hovedårsagen til, at Yingluck Shinawatras regering i sidste ende faldt, og hun efterfølgende personligt blev anklaget for det økonomiske tab fra støtteordningen. De politiske spændinger i Thailand begyndte næsten et årti tidligere da Thaksin Shinawatra, Yinglucks ældre bror og tidligere premierminister, selv blev fjernet ved et militært kup i 2006, og dømt for korruption.
Så sent som december 2021 var der fortsat omkring 220.000 tons ris på lager med et beregnet tab på cirka 500 milliarder baht (cirka 100 milliarder kroner), da risen var af ringe kvalitet og ubrugelig som såvel menneskeføde som dyrefoder. Staten betalte forsat for lageplads indtil risen kunne afsættes ved auktion til industrielt anvendelse.

## Militærkuppet i 2014
Thailands militærkup i 2014 var et ublodigt statskup under ledelse af general Prayut Chan-o-cha den 22. maj, 2014. Det skete efter den politiske bevægelse gultrøjer gennem syv måneder havde demonstreret i Bangkok mod den siddende demokratisk valgte regering under ledelse af Yingluck Shinawatra. Selv om militæret havde lovet et hurtigt nyvalg til parlamentet efter kuppet, udnævnte Prayut Chan-o-cha sig selv som premierminister tre måneder senere, den 21. august, og beholdt posten i næsten fem år. I 2016 døde den populære kong Bhumibol Adulyadej og hans søn, den mindre populære kronprins Vajiralongkorn overtog tronen. Chan-o-cha forklarede, at et af militærkuppets formål var, at sikre et roligt tronskifte. Efter ændring af forfatningen (grundloven) i 2017, blev der endeligt udskrevet valg til afholdelse den 24. marts 2019, dog ville det endelige valgresultat ikke blive offentliggjort før efter kong Vajiralongkorns kroning den 4. maj. Chan-o-cha var under militærregeringen fratrådt som general, og stillede op som premierministerkandidat for et nystiftet politisk parti. Det nye demokratisk valgte parlament mødes første gang den 24. maj, fem år efter statskuppet, Chan-o-cha blev derved den kupmager, der har beholdt magten i længst tid i nyere thailandsk historie. Den 5. juni blev Chan-o-cha valgt som Thailands 29. premierminister med kombineret stemmeflertal fra de folkevalgte parlamentsmedlemmer og de udpegede senatorer.

## Bombeattentater i 2015
Den 17. august, 2015, klokken 18:58 lokaltid eksploderede en kraftig bombe midt i den travle myldretid på et af Bangkoks befærdede hovedstrøg ved den brahmanske helligdom Erawan. Bomben krævede 20 dødsofre og 126 blev såret, heriblandt adskillige udlændinge. Da mange Asiatiske turister besøger Erawan-helligdommen, var de i overtal blandt de udenlandske ofre, især kinesere og malayer. Der var ingen danskere eller andre skandinaver blandt ofrene. Flere blev efterfølgende anholdt, overvejende uighurere, et primært sunni-muslimsk, religiøst mindretal i Kina, som ønsker egen selvstændig stat. En del uighurere brugte Thailand som transitland for videre rejse til Tyrkiet. Retssagen vurderes at kunne løbe helt frem til 2020. Bombeanslagene er ikke blevet klassificeret som terror. De fleste analytikere har konkluderet, at bombeangrebet var Uighur-militantes arbejde som hævn for, at militærregeringen nogle måneder tidligere med tvang havde hjemsendt flere end hundrede uighurer til Kina.

## Delvis demokratisk regering 2019-
Thailands parlament består ifølge 2017-forfatningen af af 750 pladser, hvoraf 500 er folkevalgt til Repræsentanternes Hus, mens yderlige 250 er senatorer, udpeget af militæret. For at danne regering skal en premierminister have flertal i hele parlamentet, det vil sige inklusive senatorerne, der er udpeget til en femårig periode med udløb i maj 2024. De folkevalgte repræsentanter kan højst sidde i fire år, før der skal være nyvalg, hvilket blev afholdt i maj 2023.

### Parlamentsvalg 2019
Parlamentsvalget i Thailand 2019 blev afholdt den 24. marts. På valg var hele Repræsentanternes Hus, det thailandske parlaments underhus med 500 folkevalgte pladser.
Efter parlamentsvalget blev militærjuntaen fra 2014 statskuppet udskiftet med et delvist demokratisk valgt parlament, hvor senatet, der med 250 pladser udgør en tredjedel af parlamentets i alt 750 sæder, var udpeget af militæret, mens 500 medlemmer blev folkevalgt til Repræsentanternes Hus. Regeringen kom til at bestå af hærens allierede. Den forhenværende juntaleder, Prayut Chan-o-cha blev udpeget som premierminister.
Oppositionen bestod primært af partiet Future Forward under ledelse af milliardæren Thanathorn Juangroongruangkit. Det lykkedes regeringen både af få partilederen ekskluderet som parlamentsmedlem og opløsning af partiet med argumentation om, at dets logo af en trekant stående på spidsen, var sammenlignelig med logoet for Illuminati-ordenen, et hemmeligt selskab bestående af en lille politisk magtfuld elitegruppe, som konspirations teoretikere mener søger at opnå verdensherredømme. De tilbageværende 54 parlamentsmedlemmer fra Future Forward-partier stiftede to uger senere Move Forward Party (thai: พรรคก้าวไกล) med Pita Limjaroenrat som leder.

### Coronaviruspandemi
Den 26 marts 2020 indførtes undtagelsestilstand på grund af Coronaviruspandemien og grænserne blev lukket. Omfattende nedlukninger medførte kun relativt få registrerede sygdomstilfælde og dødsfald med COVID-19, der lå på omkring et pr. million indbyggere. Thailand blev fremhævet af WHO for en effektiv indsats. Senere steg smitten og antal dødsfald var 468 pr. million indbyggere da pandemien sluttede den 30. september 2022.

### Demonstrationer i 2020
I juli måned begyndte studenter at demonstrere, hvor de forlangte et mere demokratisk styre end det militærdominerede parlament, indført ved valget i 2019, som overgang til civilt styre og afløsning militærdiktaturet siden statskuppet i 2014. Desuden rejstes der kritik af kong Vajiralongkorn, som hovedsageligt opholdt sig Tyskland, med krav om, at kongen skulle have mindre politisk indflydelse. At stille krav til kongehuset var uden tidligere sidestykke og med risiko for op til 15 års fængsel, i henhold til nationens strenge lèse-majesté-lov (majestætsfornærmelse). Protesterne eskalerede hen over sommeren og kulminerede foreløbigt ved en massedemonstration i Bangkok den 19. og 20. september, hvor thailændere synkront demonstrerede i 19 byer over hele verden, blandt også andet i København. Protesterne eskalerede yderligere i oktober, hvor regeringen erklærede nødret og den 16. oktober indsatte vandkanoner, for at sprede demonstranterne. Protesterne fortsatte den følgende måned med flere konfrontationer med politiet, der blandt andet blev kritiseret for voldsomt brug af vandkanoner og tåregaskemikalier. Protesterne blev derefter mindre og ebbede ud i løbet af november. I begyndelsen af december satte protestlederne demonstrationer i bero indtil 2021.
Resultatet af protesterne medførte tilsyneladende et stigende skel mellem befolkningen og de unge aktivister, der trods at sætte demonstrationerne i bero, ikke viste tegn på at ville stoppe. Et stort antal demonstranter, heriblandt lederne, var imidlertid blevet anholdt og anklaget for forskellige lovovertrædelse, herunder 35 demonstranter sigtet for majestætsfornærmelse, inklusive en mindreårig (under 20 år) og flere universitetsstuderende.
Thailands forfatningsdomstol afgjorde den 10. november 2021, som svar på en klage fra en royalistisk (kongehustilhænger) advokat, at tre pro-demokratiske aktivister, der opfordrede til reform af monarkiet, forsøgte at vælte nationens regeringssystem med kongen som statsoverhoved. Afgørelsen forbød enhver lignende aktivitet i fremtiden. Flere end 150 aktivister var blevet anklaget for majestætsfornærmelse i de forudgående to år.

### Masseskyderi i Korat
Den 8. og 9. februar 2020 skød og dræbte den 32-årige sergent-major Jakrapanth Thomma 29 personer og sårede 58 andre i Terminal 21-indkøbscentret i Nakhon Ratchasima, almindeligt kendt som Korat. Thomma blev skudt af politi og specialstyrker om morgenen den 9. februar.

### Lokalvalg 2020-2021
Den 20. december 2020 afholdtes lokalvalg i landets 76 provinser (undtagen Bangkok, der ikke er en provins) for første gange siden militærkuppet i 2014, hvor de tidligere valgte lokalpolitikere i landets provinser, havde fået deres 4-årige valgperiode fra forlænget.
Den 28. november 2021 afholdtes lokalvalg til SOA, en forkortelse for sub-district administrative organizations (dansk: Distriktsadministrative organisationer), også for første gang siden militærkuppet, hvor militærjuntaen suspenderede al politisk aktivitet, så mange af medlemmer havde siddet på deres poster i otte til 10 år i stedet for fire år. SOA er administration på landsbyniveau. Hver af de 5.300 SOA'er har en leder og seks andre medlemmer. Valgdeltagelsen blev over 70 procent.

### Sagen mod Thanathorn Juangroongruangkit
Oppositionspolitikeren Thanathorn Juangroongruangkit, tidligere leder af det i 2020 opløste Future Forward Party, kritiserede i januar 2021 regeringens COVID-19-vaccineplan i forbindelse med coronavirusoandemien. Han dragede tvivl om licensproduktionen af AstraZeneca-vaccinen på den thailandske medicinalfabrik Siam Bioscience, da denne var ejet af kongen. Flere aktivister havde stillet spørgsmålstegn ved, hvorfor en virksomhed, uden nogen tidligere erfaring med at fremstille vacciner, fik en sådan lukrativ aftale, angiveligt til en værdi af seks milliarder baht (cirka 1,23 milliarder kroner). Juangroongruangkit sagde: »Der er kun én større aftale om at erhverve vacciner, og den er givet til et privat firma, der ønsker fortjeneste. Når vi rejser spørgsmål om vacciner, der ikke dækker hele befolkningen og er kommet sent i distribution, er vi nødt til at spørge om, regeringen får nogen fordele.«
Kritikken medførte, at regeringsrepræsentanter indgav politianmeldelse mod Juangroongruangkit og beskyldte ham for 11 separate tilfælde af majestætsfornærmelse i en Facebook live-video, offentliggjort den 18. januar. Straffelovens artikel 112, Lèse-majesté-paragraffen, kan medføre op til 15 års fængsel for hvert tilfælde af overtrædelse. Kriminalretten beordrede Juangroongruangkit til at fjerne sine beskyldninger på sociale medier om, at statens Coronavirus-vaccinepolitik var uigennemsigtig og uretfærdigt favoriserer et firma, der ejes af Hans Majestæt Kongen. Imidlertid benægtede Juangroongruangkit, at hans videoer var ulovlige og opfordrede YouTube og Facebook til at bevare ytringsfriheden.

### Protester i 2021
Begyndende videreførelse af 2020-protesterne i februar 2021 eskalerede til en konfrontation med politiet ved 1. Infanteri Regiments kvarterer i Bangkok den 28. februar, hvor mindst 33 personer, heraf 23 politiofficerer og 10 demonstranter, blev skadet. Politiet brugte gummikugler, tåregas og vandkanoner. Fra den 5. marts indførtes forsamlingsforbud i Bangkok, for at undgå yderligere protester. Overtrædelse medfører fængsel i op til to år og/eller bøde op til 40.000 baht (cirka 8.000 kroner). I perioden fra juli 2020 til begyndelsen af marts 2021 var mindst 382 personer, inklusive 13 mindreårige, ifølge den juridiske hjælpegruppe Thai Lawyers for Human Rights (dansk: Thailandske advokater for menneskerettigheder) blevet anklaget i forbindelse med politiske demonstrationer, eller for at at give udtryk for politiske synspunkter. Justitsministeren ønskede derfor at udvide fængselskapaciteten, for at undgå, at fængslerne blev overbelastede på grund af det større antal politiske fanger.
Protesterne i begyndelsen af 2021 samlede kun få demonstranter og anslået ikke over 3.000 på noget tidspunkt, nogle gange kun få hundrede. Avisen Khaosod English mente, at årsagen kunne debatteres, men det vedvarende Coronavirusudbrud og dets indvirkning på thailandsk økonomi kunne være en faktor, herunder, at de for det meste universitetsstuderende demonstranter, stadig var afhængige af deres forældre økonomisk, for at komme ud og protestere hver uge eller endnu oftere. En anden faktor var frygt, da otte protestledere sad i forvaring på grund af anklager om lese-majeste, og 57 flere afventede afgørelse om anklage, med risiko for, at skulle tilbringer mindst et par år i fængsel. En tredje faktor kunne være intern uenighed, hvor nogle blokerede andre på Facebook på grund af politiske forskelle, herunder økonomiske donationer til de forskellige grupperinger og manglende transparens af disse, som på den anden side ville være risikabelt. Yderligere var der nok også træthed, og for nogle en følelse af håbløshed.
Trods de relativt mindre protester satte politiet på et tidspunkt hårdt ind med vandkanoner mod demonstranterne, da de begyndte at gennembryde forskansninger opbygget af 20-fods containere og NATO-pigtråd. Efterfølgende undskyldte politiet for, at have været for hårdhændede. Fra slutningen af marts måned døde protesterne ud, bortset fra enkelte mindre protester.
Den 28. oktober udstedte hæren, der var ansvarlig for at overvåge sikkerheden under den aktuelle "nødsituation" under Coronaviruspandemien, et landsdækkende forbud mod offentlige forsamlinger eller aktiviteter, der kunne "risikere spredning af COVID-19 eller øge offentlig lidelse". Hæren nævnte nødvendigheden af økonomisk genopretning, rehabilitering, forbedring af befolkningens levebrød og behovet for at opbygge tillid blandt udenlandske turister til, at de vil være sikre mod COVID-19 under turisternes ophold i landet, som havde været stort set lukket for turisme fra april 2020 til 1. november 2021, hvor landet genåbnes for turistindrejse. Overtrædelser, efter domfældelse, ville være underlagt to års fængsel og/eller en bøde på højst 40.000 baht (cirka 8.000 kroner).

### Ruslands invasion af Ukraine
Thailand valgte at være neutral i forhold til Ruslands invasion af Ukraine 2022. Siden begyndelsen af konflikten havde premierminister og forsvarsminister Prayut Chan-o-cha fastlagt en politik for, at støtte dialog og finde en fredelig løsning i overensstemmelse med principperne i FN-pagten. Evakuering af thailændere ud af Ukraine var topprioritet, og blev succesfuldt gennemført. Udenrigsministeriet godkendte to millioner baht (cirka 410.000 kroner) i humanitær bistand til Ukraine, efter anmodning om hjælp fra den ukrainske ambassade i Bangkok. Thailand havde økonomiske interesser med både Rusland og Ukraine, især indenfor turisme.
Thailand undlod at stemme under afstemningen i FN den 12. oktober (2022) om at fordømme Ruslands annektering af fire regioner i Ukraine, fordi regeringen mente, at en sådan fordømmelse, når situationen i Ukraine eskalerer, ville reducere chancerne for at løse konflikten ad diplomatisk vej, ifølge en forklaring udstedt af Thailands udenrigsminister.
Mens mange russere blev afvist fra vestlige lande på grund af krigen, fandt de en venlig velkomst i Thailand. I første halvår (januar til juni) af 2023 ankom flere end 790.000 russiske statsborgere. Det var en stigning på 1.000 procent i forhold til samme tidspunkt året før, ifølge det thailandske ministerium for turisme og sport. Mere end halvdelen fløj til direkte til Phuket, hvor russere blev den førende gruppe af øens turister, ifølge Phuket Tourist Association.
Premierminister Srettha Thavisin, som blev valgt i 2023, rejste til det tredje internationale kinesiske topmøde, Belt and Road Initiative, hvor han mødte Vladimir Putin. Srettha inviterede Putin – trods international arrestordre fra Den Internationale Straffedomstol for krigsforbrydelser begået i Ukraine – til Thailand. Invitationen var en skuffelse, ikke udsprunget af det diplomatiske engagement i sig selv, men fra den forpassede mulighed for at understrege Thailands engagement i menneskerettigheder og demokrati.

### Mistillid til regeringen
Oppositionen havde vedvarende kritiseret regeringen og fire gange fået rejst en mistillidsdagorden i parlamentet, senest den 23. juli 2022, hvor premierminister Prayut Chan-o-cha og hans kabinet overlevede med 256 stemmer, der støttede ham, mens 207 udtrykte mistillid og 9 undlod at stemme. Regeringen sikrede sig opbakning til, at sidde valgperioden ud indtil parlamentsvalget i 2023.
I Thailand er mistillidsdebatter egentlig bare politisk teater. Ingen forventer, at nogen i regeringen taber en tillidserklæring. Formålet med debatten er ikke faktisk at vælte regeringen, men at tillade oppositionen at rituelt ydmyge ministre ved, at recitere en række anklager om korruption, inkompetence og magtmisbrug. De målrettede ministres rolle i ritualet er blot at benægte alt, uanset hvor overbevisende anklagerne mod dem er.
Der blev også rejst tvivl om, hvorvidt Prayut Chan-o-cha kunne fortsætte, hvis man regner med datoen for magtovertagelse som premierminister, den 24. august efter militærkuppet i 2014, da en premierminister kun kan forblive otte år i embedet. Oppositionen indbragte spørgsmålet for Forfatningsdomstolen, der dog mente, at den skulle bruge to måneder til forberedelse, før man kunne afgøre noget. Forfatningen nævner intet om, hvor starttidspunkt for en otteårig periode skal regnes fra. Der var to mulige udregninger, enten fra han blev premierminister under militærjuntaen, den 27. august 2014 under en midlertidig forfatning, hvorved hans embedsperiode udløb den 24. august 2022, eller at hans embede begyndte, da han blev udpeget som premierminister den 9. juni 2019, efter parlamentsvalget den 24. marts samme år. Forfatningens paragraf 158, stk. 1 siger: "Kongen udpeger premierministeren og højst 35 ministre til at danne regering, som er ansvarligt for statens anliggender". Chan-ocha blev hjemme den 24. august og holdt online-møder via webcam. Forfatningsdomstolen afgjorde med stemmerne 5-4, at de ville behandle anmodningen om Chan-o-chas embedsperiode, hvorfor han måtte tage en pause som premierminister. Embedet blev overdraget til vice-premierminister Prawit Wongsuwans varetægt, mens chan-o-cha kunne forsætte i regeringen som forsvarsminister. Forfatningsdomstolen havde tre gange tidligere behandlet sager, der involverede Chan-o-cha, hvor han kunne være blevet diskvalificeret som premierminister, og hver gang afgjort sagen til hans fordel, hvilket forårsagede vrede blandt modstandere. Chan-o-chas forsvar var, at han insisterede på, at 8-års reglen gælder fra den ny forfatning trådte i kraft den 6. april 2017. Ifølge afsnit 158, paragraf 4, er begrænsning af juridiske rettigheder ikke klart specificeret, at de også gælder for regeringslederen under en tidligere forfatning. Kritikere mente derimod, at forfatningen i artikel 264 siger, at den regering, som ledede nationen før 2017-forfatningen trådte i kraft, skulle tælles som regering.
Fungerende premierminister Wongsuwan kunne lovligt omrokere ministre, overføre højtstående embedsmænd, herunder militær- og politichefer, samt opløse Repræsentanternes Hus – de 500 folkevalgte medlemmer af Parlamentet, der desuden består af 250 udpegede senatorer – og udskrive parlamentsvalg. Den 77-årige tidligere hærchef havde været genstand for latterliggørelse af kritikere på sociale medier for sit dårlige helbred, men skulle have fuld kapacitet og viden om statens anliggender. Wongsuwan, der er kendt som "Big Brother" (storebror) for de militære topledere, der tog magten ved militærkuppet i 2014 – han var hjernen bag kuppet – var ved flere tidligere lejligheder udpeget som fungerende premierminister, når premierminister Chan-o-cha var på oversøiske rejser. Politiske iagttagere mente, at Wongsuwan under sit virke som fungerende premierminister arbejde på, at blive udpeget, som Chan-o-chas efterfølger.
Den 30. september afgjorde Forfatningsdomstolen, at Praut Chan-ocha i henhold til forfatningen kunne fortsætte som premierminister, da Chan-ocha endnu ikke havde afsluttet sin otte-årige embedsperiode, eftersom hans embede som premierminister begyndte i 2017, året hvor forfatningen blev offentliggjort, og ikke i 2014, året hvor han kom til magten ved et statskup, som han selv havde orkestreret, som hærchef tidligere samme år.

### Massakkren i Nong Bua Lamphu
Den 6. oktober – årsdagen for Thammasat Universitet-massakren i 1976 – dræbte en 34-årig uddannet jurist og tidligere politiofficer, Panya Kamrap, 36 personer (foruden hans selvmord), heraf 24 børn mellem to og fem år, og sårede 12 andre i et masseskyderi og massakre i en børnehave i provinsen Nong Bua Lamphu. Kun et barn overlevede angrebet, det var en tre-årig lille pige som drabsmanden ikke havde bemærket, at hun sov tungt allerbagerst under et tæppe i et rum sammen med 11 andre børn.
Masseskyderi og massakre er sjældne i Thailand, hvor det tidligere værste masseskyderi involverede en utilfreds soldat, der åbnede ild i og omkring et indkøbscenter i Nakhon Ratchasima-provinsen i 2020, hvor han dræbte 29 mennesker og holdt sikkerhedsstyrkerne tilbage i timevis, før han til sidst blev skudt ned. Massakren i Uthai Sawan i Nong Bua Lamphu-provinsen blev det hidtil største massedrab i Thailand udført af et enkelt individ.

### Ny valglov
En ny valglov blev vedtaget af parlamentet i august 2022 og stadfæstet af Forfatningsdomstolen med stemmerne 7:2 i november. Loven skulle anvendes ved det kommende parlamentsvalg i 2023. Med den ny lov skulle afgives to stemmesedler, henholdsvis på et kreds-kandidat og på en partliste. Kreds-kandidater ville udgøre 400 af parlamentets 500 pladser, mens de resterende 100 pladser gik til partiliste-kandidater.
Den nye afstemnings- og valgoptællingsproces betød, at flere pladser ville blive tildelt på et pro-rata grundlag til afgivne stemmer, hvilket rettede op på situationen fra valget i 2019, hvor Pheu Thai-partiet vandt nul pladser på partilisten, fordi det havde vundet så mange kreds-kandidater med kvoten for pladser divideret med 500, hvilket medførte, at mindre partier med mellem 40.000 og 50.000 stemmer vandt pladser i parlamentet. Ændringen ville være til fordel for store partier.

### Kæntringen af HTMS Sukhothai
Om aftenen den 18. december kæntrede korvetten HTMS Sukhothai (FSGM 442) i Thailandbugten ud for Prachuap Khiri Khan under en nordøst monsun-storm. HTMS Sukhothai var en Ratanakosin-class-korvette fra 1987, hvor to skibe af denne klasse blev bygget i USA i 1980'erne for det Kongelige Thailandske Marinekorps. Fartøjet fik slagside på grund af stærke bølger og sank efterfølgende klokken 23.30. Første melding lød, at alle fra besætningen var blevet reddet over på andre fartøjer, som ilede til hjælp.
Det viste sig imidlertid, at flere end 30 besætningsmedlemmer var savnet. 76 blev reddet i live mens 24 efterfølgende blev fundet druknet, fem savnedes stadig den 28. december, de blev officielt erklæret døde den 28. marts 2023. Flådechef, Admiral Choengchai Chomchoengpat, indrømmede, at det sunkne skib, der havde 105 personer ombord, ikke havde nok redningsveste til alle, da 15 marinesoldater og andre søfolk var ekstra passagerer. Naval Supply Department (Marinens Forsyningsafdeling) insisterede imidlertid i februar 2023 på, at der var 130 redningsveste om bord på HTMS Sukhothai og dermed nok til de 105 personer ombord.
Flåden bad i begyndelsen af marts 2023 om 200 millioner baht (cirka 40 millioner kroner) til at hæve vraget af HTMS Sukhothai.

### Prinsesse Bajrakitiyabha ramt af hjertestop
Prinsesse Bajrakitiyabha – kaldt Ong Bha – kong Vajiralongkorns ældste datter og den mulige tronfølger, kollapsede med hjertestop den 14. december 2022, mens hun trænede sine hunde i Nakhon Ratchasima (Korat). Hun blev efter behandling til stabil tilstand på det lokale Pakchongnana Hospital, overflyttet med helikopter til King Chulalongkorn Memorial Hospital i Bangkok. Hun har siden hændelsen været uden bevidsthed. Bajrakitiyabha var tidligere Thailands ambassadør i Østrig.
Ifølge den thailandske kongehusekspert, Andrew MacGregor Marshall, fik prinsessen en hjerneaneurisme, der forårsagede en massiv subaraknoidal blødning. Det betyder, at en forsnævret eller svækket arterie i hendes hjerne havde fået en ballon af blod til at samle sig på det svage punkt i arterien. Dette havde sandsynligvis stået på i flere år, men fordi det var uden synlige symptomer, kendte ingen til det. I mellemtiden voksede ballonen og før eller siden måtte den briste. Hendes kranium blev oversvømmet med blod, hvilket igen forårsagede hjerte- og åndedrætsstop.

### 2023 parlamentsvalg
Parlamentsvalget blev afholdt den 14. maj. På valg var hele Repræsentanternes Hus, det thailandske parlaments underhus med 500 folkevalgte pladser.
Valgresultatet var overraskende, da det forholdsvis nye Move Forward Party blev erklæret som vinder med 151 pladser. Partiets leder, forretningsmanden Pita Limjaroenrat, sagde, at han var parat til at blive premierminister og danne en koalitionsregering bestående af Move Foward, det næststørste parti Pheu Thai med 141 pladser og yderligere seks liberale partier, hvorved det samlede mandattal kom op på 313. Der skulle dog 375 mandater til at vælge en premierminister, da tillige Senatets 250 stemmer tælles med. Parlamentet udgør i alt 750 stemmer. Pita fik dog ikke stemmer nok til, at blive ny premierminister.
Pheu Thai fik derefter mulighed for at danne en koalitionsregering med de konservative partier. Den 22. august blev Srettha Thavisin valgt som Thailands 30. premierminister med 482 stemmer. Move Forward blev største oppositionsparti til regeringen.

### Thaksin Shinawatra tilbagevenden
Den 22. august – datoen for parlamentets valg af ny premierminister – vendte forhenværende premierminister Thaksin Shinawatra, som var afsat ved et militærkup i 2006 tilbage til Thailand efter 15 års frivilligt eksil. Han blev ført direkte til Højesteret, hvor det blev bekendtgjort, at han skulle afsone otte års fængsel, for tre tidligere afsagte domme. Om eftermiddagen kom det frem, at indsatte Thaksin Shinwatra led af mange helbredstilstande, herunder Akut koronarsyndrom (AKS). Natten til den 23. august blev Thaksin overført fra fængslet til Politiethospitalet på grund af hjerteproblemer.
Thaksin søgte straks kongelig benådning og fik få dage senere, sin fængselsstraf nedsat fra otte år til et år. Ifølge rapporter i thailandske nyhedsmedier blev Thaksin flyttet til en fløj med private værelser udstyret med aircondition og et TV, køleskab, sofa og spisebord, mens han var under 24-timers pleje. Aktivister og advokater påpegede, at når indsatte bliver syge, er adgang til lægehjælp en langvarig proces. De sagde, at den samme standard for pleje bør gives til alle fanger. Nogle spekulerede i, at han kunne tilbringe resten af sin straf på hospitalet. Som svar på kritikken sagde justitsminister Tawee Sodsong i parlamentet, at Thaksin er syg og får ikke særlige privilegier. Thaksins ophold på hospitalet blev godkendt af generaldirektøren for Korrektionsafdelingen og efter anbefaling fra de læger, der behandlede ham. 14. etage bruges af sikkerhedsmæssige årsager. Den 18. februar 2024 blev Thaksin prøveløsladt efter at have udstået halvdelen af sin etårige straf, uden at have tilbragt blot en enkelt dag i fængsel. I maj 2025 erklærede Det Thailandske Lægeråd, at Thaksin ikke led af de kritisk syge tilstande, der tidligere er rapporteret. Rådet konkluderede, at hans helbred ikke nødvendiggjorde et længere ophold på politihospitalet. To læger, der var involveret i Thaksins behandling, fik deres lægelicenser midlertidigt suspenderet.
Thaksins tilbagevenden eskalerede den politiske uenighed. Hans åbenlyse og hemmelige handlinger efter sin løsladelse – herunder møder med nabolandes regeringsledere – fortsatte med at polarisere meninger, hvilket gør Thailands vej til politisk og økonomisk stabilitet stadig mere problemfyldt.

### Ny koalitionsregering
Da Srettha Thavisin fremlagde sin regeringens politiske redegørelse i parlamentet den 11. september, blev han mødt med kritik om, at den var "retningsløs" og ikke stemte overens med valgløfterne, fra de politiske partier i den nye regerende koalitionsregering. Efterfølgende kom der et mindre fald i aktiekurserne på den thailandske børs (SET), da den nyvalgte regerings politiske erklæring ikke imponerede investorerne. Analytikere udtrykte bekymring over manglen på specifikke tidslinjer og gennemførligheden af, at implementere disse politikker. Udenlandske investorer havde været nettosælgere hver børsdag gennem den seneste måned.
Pheu Thai-partiet, der dannede regering, havde i valgkampen lovet en digital pung med 10.000 baht (cirka 2.000 kroner) til alle personer over 16 år, for at styrke forbruget. Trods kritik fastholdt regeringen dette, men kun til personer, der har under 70.000 baht (cirka 14. kroner) i månedsindkomst og mindre end 500.000 baht (cirka 100.000 kroner) i bandindestående. Ordningen, som vil koste 500 milliarder baht (cirka 100 milliarder kroner), finansieres med et nyt statslån.
Afgående premierminister Prayut Chan-o-cha udtrådte af politik og blev derefter udnævnt som medlem af Statsrådet den 29. november. Udnævnelsen opfattes som en del af en længerevarende politisk handel, der bragte Thaksin Shinawatra tilbage fra selveksil med en kongelig benådning og dannelsen af en Pheu Thai-ledet regering. Det halvdemokratiske system forbliver således med den ny regering, men er forskellig fra, general Prem Tinsulanondas i 1980-1988. Det civil-militære kompromis var dengang baseret på, at Prem tog premiereposten som øverstbefalende for hæren med privilegier over indenrigs-, forsvars- og finanspolitik, mens valgte politikere blev tildelt andre fagministerier. På trods af kupforsøg i 1981 og 1985 fra en anti-Prem fraktion i militæret, holdt aftalen stand og blev fundamentet for Thailands produktionsbaserede, økonomiske vækststrategi.
Srettha-regeringen kan også betragtes som semi-demokratisk. De to vigtigste pro-militære kolonner fra kuppet i 2014, Palang Pracharath Party og United Thai Nation Party har godkendt den, som koalitionspartnere. Det samme gælder Bhumjaithai-partiet, som åbenlyst er pro-etablissementsvenligt. Disse tre parter kan betragtes som strenge vogtere af militærets og monarkiets interesser. Bortset fra sin militære opbakning er den Pheu Thai-ledede regering også det næstbedste demokratiske resultat efter sidste valg.
Den 29. april 2024 blev der publiceret en regeringsrokade, hovedsageligt foranlediget af Pheu Thai-lederen, Thaksin Shinawatra. Rokaden medførte, at betydelige ministerposter blev omfordelt, hvor fire ministre forlod regeringen og seks nye kom til. Srettha Thavisin afhændede finansminister-posten til tidligere formand for den thailandske børs, Pichai Chunhavajira. Frigivelsen af cannabis til medicinsk brug og uklar lovgivning om rekreativ anvendelse, har mødt modstand fra både Srettha og Thaksin. Som ny sundhedsminister tiltræder tidligere justitsminister Somsak Thepsuthin. Noget tyder på, at det er den igangværende cannabiskonflikt, der førte til rekringsrokaden. Tillige blev en advokat for Shinawatra-familien, Pichit Chuenban, der har flere grader i jura og statskundskab, tilføjet ministerposterne. Dette vakte kritik af hans valgbarhed, på grund af en seks måneders fængselsdom, han afsonede for foragt for retten i 2008. Denne udnævnelse medførte, at 40 afgående senatorer indgav en klage om Sretthas udnævnelse til forfatningsdomstolen. Kun fire gange tidligere er en premierminister blevet indklaget til forfatningsdomstolen og i to tilfælde afsat, mens både Thaksin Shinawatra og Prayut Chan-o-cha blev frikendt.
Mest kontroversielt var, at de facto-leder Thaksin udnævnte Phumtham Wechayachai, en tidligere kommunistisk oprører, til Thailands nye forsvarsminister. hvilket udløste betydelig misbilligelse i de væbnede styrker, både blandt aktive og pensionerede. Forsvarsministerens rolle er afgørende i udformningen af militærpolitik. Phumtham er en nær allieret af Thaksin og har en kontroversiel fortid, der forværrer spændingerne. Phumthams engagement i Thailands tidligere kommunistparti i 1970'erne, der førte en guerillakrig mod militæret, er et særligt ømt punkt for mange veteraner, som kæmpede mod kommunistiske oprørere under Den kolde krig og risikerede deres liv i disse konflikter. Udnævnelsen medførte nye spændinger med militæret og tilføjede endnu et lag af kompleksitet til nationens allerede indviklede politiske dynamik.

### Israel-Hamaskrigen 2023
Der var omkring 30.000 thailændere, som arbejde i Israel, da Israel-Hamaskrigen 2023 brød ud den 7. oktober. 12 blev rapporteret dræbt, 8 tilskadekomne og 11 taget som gidsler af Hamas.
Tallene er efterfølgende opjusteret til 39 dræbte,, heraf 34 lig repatrieret, 18 tilskadekomne og 8.815 evakueret (ifølge thailandske medier 13. november), samt 31 gidsler (pr. 6. december).
Siden den 24. november og til og med 29. november blev i alt 23 af de thailandske gidsler frigivet af Hamas. Status et år senere, den 7. oktober 2024, var, at to af de otte tilbageværende gidsler var bekræftet døde, men situationen for de resterende seks var ukendt.
Den 30. januar 2025 blev fem thailandske gidsler frigivet sammen med to israelere. Gidslerne var, ifølge de israelske myndigheder, stort set ved normalt helbred og virkede fysisk stabile, med udviste mangel på vitamin D, på grund af en kost med højt indhold af kulhydrater og lavt indhold af protein og grøntsager, sammen med utilstrækkelig eksponering for sollys. Efter et kortere hospitalsophold, hvor de efterfølgende modtog medicinsk behandling og lå til observation, ankom de fem frigivne gidsler til Bangkok den 9. februar.
Qatars udenrigsministerium, der fungerer som mægler i den igangværende konflikt mellem Hamas og Israel, bekræftede den 7. februar og igen i begyndelsen af marts sit fortsatte engagement i at sikre frigivelsen af det sidste thailandske gidsel. Hamas har pr. 5. marts stadig tilbageholdt 59 gidsler.
Den 7. juni fandt israelske tropper liget af Pinta Nattapong, en thailandsk statsborger, der blev bortført af Hamas-ledede terrorister fra Kibbutz Nir Oz den 7. oktober 2023. Ifølge erklæringen blev Nattapong myrdet i fangenskab af Mujahideen-brigaderne, en relativt lille terrorgruppe i Gazastriben. Liget af Nattapong bringes til familien i Thailand.

### Opløsning af Move Forward-partiet

#### Baggrund
Move Forward-partiet blev grundlagt den 1. maj 2014 under navnet Ruam Pattana Chart Thai Party. Det blev omdøbt til Move Forward Party den 7. december 2019. Efter oppositionspartiet Future Forward blev opløst i 2020, for at overtræde valgfinansieringslovene, flyttede flere medlemmer til Move Forward, hvilket gjorde Future Forward til de-facto-forgængeren. Move Forward vandt 151 mandater ved parlamentsvalget i 2023, hvorved det blev det største parti.
Forsøg en opløsning af Move Forward-partiet var gennem længere tid kendt som en ultimativ del af en hemmelig aftale, der blev indgået mellem Pheu Thai-partiets de facto leder, Thaksin Shinawatra, og magthaverne. Aftalen medførte, at Thaksin kunne vende hjem fra sit frivillige eksil, efter den overraskende regeringsdannelse med en Pheu Thai-ledet koalition og udnævnelse tidligere af Srettha Thavisin som premierminister. Desuden indebar aftalen, at Thaksin bogstaveligt kun blev fængslet en enkelt dag i forbindelse med tre tidligere afsagte domme på samlet otte års fængsel, for forseelse i embedet.

#### Forfatningsdomstolens afgørelse
Den 7. august 2024 klokken 15 opløste Forfatningsdomstolen Move Forward-partiet og konkluderede, at partiet var skyldigt i at bringe det konstitutionelle monarki og den nationale sikkerhed i fare. Retten tilbagekaldte også valgrettighederne for partiets 11 eksekutivkomité-medlemmer, som fungerede fra 25. marts 2021 til 31. januar 2024, og forbød dem at stifte eller deltage i nye politiske partier i de næste 10 år. Partiets resterende 142 parlamentsmedlemmer har 60 dage til at finde et nyt parti, ellers mister de deres parlamentsstatus.
Retten påpegede partiets forslag om, at ændre paragraf 112 i straffeloven – sektionen om majestætsfornærmelse – herunder, at partiet havde foreslået, at gøre tidligere straffede berettigede til benådning. Ifølge hoffet, formindskede sådanne forsøg den kongelige institutions værdi og viste intention om, at misbruge den kongelige institution til politisk vinding af stemmer ved parlamentsvalget, og tillige såre folks tro på institutionen.
Retten udtalte også, at udenlandske diplomater på ethvert niveau skal overholde international etikette, når de udtrykker meninger, da alle lande har deres egne love, forfatninger og regler. Udtalelsen så ud til at være en henvisning til et nyligt møde, hvor 18 Bangkok-baserede diplomater, hovedsageligt fra europæiske lande (herunder fra den danske ambassade i Bangkok), inviterede Move Forwards chefrådgiver Pita Limjaroenrat til at diskutere den kommende domstolsafgørelse og partiets forsvar.

#### Udenlandske reaktioner
En talsmand for EU udsendte en erklæring om opløsningen af Thailands største oppositionsparti den 7. august 2024:

"Beslutningen fra Thailands forfatningsdomstol om at opløse et andet stort politisk parti, Move Forward Party, er et tilbageslag for politisk pluralisme i Thailand. Move Forward Party var det førende parti ved parlamentsvalget i maj 2023 med over 14 millioner stemmer (ud af 39 millioner).

Intet demokratisk system kan fungere uden en flerhed af partier og kandidater. Enhver begrænsning af udøvelsen af fri forening og ytringsfrihed, især gennem aktiviteter og dannelse af politiske partier, skal være i overensstemmelse med relevante bestemmelser og principper i internationale instrumenter, herunder den internationale konvention om borgerlige og politiske rettigheder.

Det er vigtigt, at myndighederne sikrer, at alle lovligt valgte medlemmer af Parlamentet kan fortsætte med at opfylde deres parlamentariske mandater, uanset hvilket parti de er valgt fra.

Den Europæiske Union er klar til at udvide sit engagement med Thailand i henhold til partnerskabs- og samarbejdsaftalen, der blev underskrevet den 14. december 2022, herunder om spørgsmål om demokratisk pluralisme, grundlæggende frihedsrettigheder og menneskerettigheder."
En talsmand for USA udsendte også en erklæring:

"USA er dybt bekymret over Thailands forfatningsdomstols afgørelse i dag, der beordrede opløsning af Move Forward Party og forbud mod 11 af dets ledere fra politik.

Denne beslutning fratager de mere end 14 millioner thailændere, der stemte på Move Forward Party ved valget i maj 2023, og rejser spørgsmål om deres repræsentation i Thailands valgsystem. Forfatningsdomstolens afgørelse bringer også Thailands demokratiske fremskridt i fare og er i modstrid med det thailandske folks forhåbninger om en stærk, demokratisk fremtid.

Inkluderende politisk deltagelse styrker den sociale samhørighed og er en kritisk komponent i modstandsdygtige nationale institutioner. USA tager ikke stilling til støtte for noget politisk parti, men som en nær allieret og ven med dybe og varige bånd opfordrer vi indtrængende Thailand til, at træffe foranstaltninger for at sikre fuldt inkluderende politisk deltagelse, og for at beskytte demokratiet og ytringsfriheden."
Thailands premierminister Srettha Thavisin besvarede USAs erklæring med, at Thailands suverænitet sikrer, at landet styrer sine egne politiske anliggender og demokratiske processer. Han bemærkede: "Vi, som en suveræn nation, har vores egen måde at udvikle vores politik og demokrati på. Så det, USA siger om os, er meningsløst." Han understregede, at ingen ekstern enhed vil diktere Thailands interne anliggender. Srettha Thavisin nuancerede imidlertid sit svar ved at antyde, at USA måske blot udsender råd.
Også FNs menneskerettighedschef, Volker Turk, udtrykte bekymring i en erklæring:

"Denne beslutning påvirker alvorligt grundlæggende ytrings- og foreningsfriheder og folks ret til at deltage i offentlige anliggender og det politiske liv i Thailand." Volker Turk fremhævede alvoren af, at straffe et parti og dets ledere for at gå ind for juridiske reformer, især dem til støtte for menneskerettighederne. Han betegnede domstolens afgørelse som "dybt bekymrende" og gentog tidligere bekymringer vedrørende majestætsfornærmelseslovgivningen. Han udtalte videre: "Jeg opfordrer regeringen til at finde veje til, at sikre et levende stærkt og inkluderende demokrati, der fremmer og respekterer rettighederne til ytrings- og foreningsfrihed og stopper brugen af majestætsfornærmelseslovgivning til, at undertrykke kritiske røster."

#### Etablering af nyt parti
Kun få timer efter at Move Forward-partiet blev opløst af Forfatningsdomstolen, meddelte dets tidligere nøglemedlemmer, at de ville afsløre et nyt parti den 9. august, for at fortsætte deres politiske indsats. Navnet på det ny parti blev People's Party med forkortelsen "PP" (dansk: Folkets Party eller Folkepartiet, thai udtale: Phak Prachachon med forkortelsen "ปชช", der kan oversættes som "folk". Partiet er en navneændring af Thin Ka Khao Chao Wilai, der blev stiftet i 2012.
Navnet People's Party (Folkets parti) i engelsk transskription er enslydende med partiet bag 1932-revolutionen, men på thailandsk er det to forskellige navne, henholdsvis udtalt som Khana Ratsadon (คณะราษฎร) for partiet bag statskuppet i 1932. mens det er udtalt som Phak Prachachon for 2024-partiet.
Folkepartiets politiske ideologi er:

"Frihed, ligestilling, broderskab. Folkepartiet holder sig til det demokratiske system med kongen som statsoverhoved, retsstatsprincippet, menneskelig værdighed, menneskerettigheder, politisk, økonomisk og social lighed, decentralisering af regeringsførelse, kønsdiversitet, kulturel mangfoldighed, fri markedsøkonomi, fri og fair konkurrence uden monopoler, bæredygtig udvikling under hensyntagen til naturressourcer og miljøpåvirkninger, skabelse af velfærdssystem og skabelse af muligheder for mennesker til at leve med værdighed og kvalitet fra fødsel til død.
Folkepartiet tror på muligheden for en ny verden, nyt samfund og ny politik. Folkepartiet bekræfter princippet om, at suveræn magt tilhører folket, og brugen af statsmagt skal være relateret til og forbundet med folket."
Alle tilbageværende 143 parlamentsmedlemmer fra det opløste Move Forward Party tilsluttede sig Folkepartiet. Natthaphong Ruengpanyawut, en 37-årig computeringeniør uddannet fra Chulalongkorn University der tidligere var leder af cloud service udbyderen, Absolute Management Solutions Co., blev udnævnt som partileder. Natthaphong sigter mod, at sikre over halvdelen af parlamentets pladser ved næste valg, og stræber efter en etpartiregering til at fortsætte Move Forward-partiets dagsorden.

### Premierminister Srettha Thavisin afsat
Forfatningsdomstolen afsatte den 14. august Srettha Thavisin fra posten som premierminister og udtalte i sin dom, at han manglede integritet til at varetage den øverste regeringspost på grund af hans beslutning om, at udnævne en ukvalificeret person, Pichit Cheunban, som minister for premierministerkontoret i hans regeringsrokade den 27. april, på trods af at Srettha vidste, at den udnævnte var diskvalificeret til stillingen, da han tidligere vhavde været fængslet i 2008 for korruption. I løbet af to årtier er adskillige premierministre blevet afsat gennem en kombination af juridiske afgørelser og militærkup, ofte orkestreret af forfatningsdomstolen.
Repræsentanternes Hus mødes den 16. august, for at stemme om en ny premierminister. Kvalificerede kandidater skal komme fra de lister, som partierne indsendte forud for parlamentsvalget i maj 2023, hvor den koalitionsledende Pheu Thai-regering har to valg tilbage: Partileder Paetongtarn Shinawatra (datter af Thaksin Shinawatra) og Chaikasem Nitisiri.
Sretthas mærkesag, den lovede digitale pung med 10.000 baht (cirka 2.000 kroner) til alle personer over 16 år, for at styrke forbruget, havde været stærkt kritiseret. Projektet ville oprindeligt koste 500 milliarder baht (cirka 100 milliarder kroner), men var siden nedgraderet til omkring 450 milliarder baht. Den 15. august, aftenen før valg af ny premierminister, opfordrede Thaksin Shinawatra, under et møde i hans bolig med vigtige partimedlemmer, sin datter, Pheu Thai-partilederen Paetongtarn Shinawatra, til at standse ordningen. Med økonomien på gyngende grund hævdede Thaksin, at timingen var uhensigtsmæssig for så omfattende en udgift.

### Paetongtarn Shinawatra ny premierminister

#### Valg til premierminister
Den 16. august valgte Repræsentanternes Hus – med 319 ud af 493 stemmer, hvoraf 145 stemte imod og 27 undlod at stemme samt to var fraværende – Pheu Thai-partiets leder, den 37-årige Paetongtarn Shinawatra som nationens ny premierminister.
Fremtiden for Pheu Thai-partiet og Shinawatra-familien er på spil, da de stræber efter at undgå gentagelse af tidligere fejltagelser og potentielt eksil fra Thailand. Paetongtarn står over for udfordringen med at lede landet, styret af sin far. Parlamentsvalget i 2026 bliver afgørende, hvor det nystiftede Folkeparti – kaldt "de orange" efter partiets farve, samme som forgængerne Move Forward og Future Forward – fremstår som den store konkurrent. Paetongtarn, der nu er på linje med konservative, skal finde en måde at imødegå "de orange", der repræsenterer de yngre vælgere.
Koalitionsregeringens dynamik forventes at forblive stort set stabil, med potentielle mindre justeringer af ministre. Økonomisk stabilitet og projektet med Digital Pung – et omstridt initiativ, der sigter mod at transformere den lokale økonomi – forventes at være topprioriteter for Paetongtarns administration. Offentligheden er fortsat delt i projektets gennemførlighed og virkning, hvilket gør det til et kritisk spørgsmål. Ud over økonomiske politik, forventes Paetongtarn at styrke Thailands internationale relationer og forbedre indenlandske velfærdsprogrammer. Mange håber, at hendes kombination af ungdom og erfaring medfører en dynamisk lederskabsprofil, som effektivt vil løse Thailands presserende udfordringer. Det regerende Pheu Thai-parti har dog meddelt, at en ny regering vil blive introduceret inden for tre uger.
På trods af skyggen af hendes families tumultariske fortid var Paetongtarn ved pressekonferencen efter den officielle indsættelse som premierminister den 18. august klar til at udstikke en ny kurs. Hun ønskede, at fortsætte sin forgængers, Srettha Thavisins, økonomiske politik, tackle ulovlige stoffer, forbedre sundhedsvæsenet og øge kønsdiversiteten. Hun forsikrede også, at den kontroversielle politik for den digital pung ville forblive, omend med et løfte om større finanspolitisk forsigtighed. Hun sagde: »Målet er, at stimulere økonomien, så denne hensigt forbliver.«
Det er alment kendt genne medierne, at Thaksin Shinawatra de facto udstikker linjerne for sin datter, premierminister Paetongtarn, og nationen derved har to premierministre. Analytikere siger, at hun omfavner hans vision, og far-datter-partnerskabet giver dem mulighed for at supplere hinandens styrker. Paetongtarn ser ikke sin far som en rival, men som en ledefigur, der hjælper med at opretholde en samlet politisk front.

#### Internationale analyser
Internationale medier forudser en hård vej forude for Paetongtarn, på trods af hendes relativt lette sejr i afstemningen. Ifølge Reuters betyder hendes manglende politiske erfaring, at hun står over for en "ilddåb", da den tidligere premierminister blev afsat af forfatningsdomstolen blot to dage tidligere. Paetongtarns indtræden i politik bærer vægten af Shinawatra-arven, især efter Thaksin-tilknyttede politiske partier tabte parlamentsvalget i 2023 for første gang i 20 år, hvilket tvang dem til at indgå aftaler med militærstøttede rivaler. Paetongtarn har aldrig tidligere haft nogen statslig stilling og forventes, at stå over for adskillige udfordringer, herunder genoplivning af Thailands skrantende økonomi og Pheu Thai-partiets faldende popularitet.
Mange analytikere blev overrasket over, at Thaksin besluttede at ophøje sin datter til premiereposten, da det var en udbredt opfattelse, at han ville foretrække at holde hende uden for den direkte politiske kamp, der tidligere har ført til både hans egen og hans søster Yinglucks politiske undergange.
AFP bemærkede, at Paetongtarn tidligere ledede hoteller i Shinawatra-familiens forretningsimperium, før hun gik ind i politik i slutningen af 2022. Hun spillede en aktiv rolle i Pheu Thai-partiets valgkampagner, men fremadrettet er nøglespørgsmålet stadig, hvor meget indflydelse Thaksin vil udøve over sin datters administration.
BBC kommenterede, at Paetongtarns magtovertagelse tilfører Thailands ledelse ny energi. Hun står dog over for betydelige forhindringer, herunder at vende den træge økonomi og navigere i risici, der kan føre til et militærkup eller retslig indgriben, som tidligere har bragt Shinawatra-ledede regeringer til ophør.

#### Ny dom i Yingluck Shinawatras ris-støtteordning
I maj 2025 beordrede Thailands Højesteret tidligere premierminister Yingluck Shinawatra til at betale 10 milliarder baht (cirka 2 milliarder kroner) i erstatning relateret til hendes administrations kontroversielle ris-støtteordning. Denne afgørelse omstødte delvist en tidligere dom fra 2016, hvor erstatningskrav blev ophævet. Rettens afgørelse udsatte enhver plan for Yingluck's tilbagevenden fra eksil på ubestemt tid.
Den absurde politik i Thailand blev endnu mere absurd, skrev nyhedsmedier. Man kan argumentere for, at Thailand har haft en urolig politisk "fred" i løbet af de foregående to år. Ingen var helt tilfredse, men det var nøglen til en skrøbelig fred. Pheu Thai-partiet fik de udøvende beføjelser, som de ønskede, men mistede til gengæld deres popularitet. Valgets egentlige vindere, Folkepartiet, det tidligere Move Forward-parti, formåede ikke at danne regering, men blev kompenseret af stigende vælgertilslutning. De konservative partier besluttede at bide i det sure æble ved. at lade Pheu Thai bestemme, fordi de ikke ønskede, at Folkepartiet skulle gøre det.

#### Grænsekonflikt, koalitionssplit og suspension
Den 1. juli suspenderede forfatningsdomstolen Paetongtarn Shinawatra som premierminister – hun kunne dog fortsætte som kulturminister – på grund af en lækket lydoptagelse fra en telefonsamtale hun havde med Cambodjas tidligere premierminister Hun Sen. I lydoptagelsen omtale Paetongtarn Hun Sen som "onkel" og omtalte en thailandsk militærleder som hendes "modstander". Sagen var indbragt for forfatningsdomstolen af 36 senatorer.
Forud var der gennem en periode konflikter med Cambodja over den fysiske grænsedragning – en ældre uoverensstemmelse, der i perioder genoptages – og delvis lukning af grænseovergange. Offentliggørelse af lydfilen fra telefonsamtalen medførte, at regeringskoalitionspartneren, Bhumjaithai-partiet, hvorfra Anutin Charnvirakul var henholdsvis vicepremierminister og indenrigsminister, udtrådte af regeringen 19. juni, hvorved koalitionens komfortable flertal blev minimeret. Forud havde desuden været en længere konflikt om tilladelse til casinodrift, som Pheu Thai-partiet ønskede, men Bhumjaithai-partiet var modstander af, og genetablering af cannabis som narkotika, hvor fri cannabis havde været en mærkesag for Anution under den tidligere regering, hvor han var sundhedsminister.
Midlertidig fungerende premierminister blev Phumtham Wechayachai, der samtidig blev ny indenrigsminister efter regeringsrokade, som følge af Bhumjaithai-partiets udtræden af koalitionen.
Thaksin Shinawatras politiske manøvrer efter sin tilbagevenden fra det frivillige eksil, vakte stor opmærksomhed. Kritikere fremhævede syv centrale fejltrin i hans tilgang til lederskab og strategi, herunder brug af familien, som et politisk værktøj, manglende politisk distance og undervurdering af politiske forandringer. (Uddybende, se artiklen om Thaksin Shinawatra, kapitlet Thaksins tilbagevenden til Thailand, afsnittet Thaksins fejltrin.)
Spørgsmålet er ikke, om Shinawatra-familien er færdig i politik, det handler mere om, hvordan nationen vil håndtere muligheden for, at de bliver taget ud af den politiske ligning – eller om de overhovedet kan tages ud af ligningen – der er forskel på, at være færdige og at forblive i ligningen. Det første betyder, at de ikke længere bestemmer – herunder deres til tider kontroversielle kabinetsvalg, seneste valgs lovning om en digital tegnebog, underholdningskomplekset med casinoer, den akavede håndtering af forholdet til Cambodja med mere – sidstnævnte betyder, at Shinawatraerne fortsat vil have en vis indflydelse på udformningen af fremtidige politiske alliancer og større beslutninger. Pheu Thai-partiet er, på trods af den faldende indflydelse, fortsat et stort parti med et betydeligt antal i parlamentet, og alle ved, hvilken familie der kontrollerer det.

### 2025 lokalvalg
Den 1. februar 2025 blev der afholdt lokalvalg i 47 af nationens 77 provinsen. Pheu Thai-partiet, den indeværende regeringsleder, fik lederposition i 18 provinser, Bhumjaithai-partiet, en koalitionspartner, fulgte tæt efter med 12 pladser, mens Demokraterne, landets ældste politiske parti, fik 4 pladser. Oppositionspartiet People’s Party fik kun et enkelt sæde i Lamphun, hvilket overraskede mange og fremhævede potentielle udfordringer for partiet.
Den politiske dynamik op til valget blev understreget af, at tidligere premierminister Thaksin Shinawatras aktivt førte kampagne for Pheu Thai-kandidater sammen med sin datter, premierminister Paetongtarn Shinawatra. Thaksins indflydelse er normalt især tydelig i de nordlige provinser som Chiang Mai, hvor Pheu Thai kun vandt knebent, mens partiet kom til kort i Chiang Rai, en anden nordlig højborg, trods Thaksins indsats. Ud af de ni provinser, hvor Thaksin førte kampagne, tabte Pheu Thai i fire ad dem, hvilket rejste spørgsmål om, hvor meget politisk indflydelse han stadig har. Nogle politiske iagttagere mener, at Pheu Thai-partiet kan blive nødt til at revidere sin strategi, hvis det håber at vinde i det næste parlamentsvalg.
Den 11. maj blev der afholdt valg til 2.128 borgmesterposter og 33.346 kommunalbestyrelsesposter. Lokalvalg bidrager sjældent til betydelige ændringer i den nationale politik, hvorfor mange vælgere anser processen som overflødig. De etablerede lokale politiske klaner, syntes at have en stærk bastion, hvilket mindsker mulighederne for nye kandidater. Det nyligt stiftede People's Party med forkortelsen "PP" (dansk: Folkets Party eller Folkepartiet), der erstattede det opløste Move Forward-parti, fik ikke den forventede indflydelse i forhold til partiets ambitioner. Samlet set understregede valgresultaterne vedvarende indflydelse fra etablerede politiske kræfter.

### 2025 jordskælv
Den 28. marts 2025 klokken 13:20 lokal tid ramte et jordskælv på 8,2 på Richterskalaen, Myanmar i 10 kilometers dybde nordøst for Mandalay. Kort efter fulgte et kraftigt efterskælv på 7,7. Jordskælvet kunne mærkes i det nordvestlige og vestlige Thailand samt cirka 1.200 kilometer fra epicentret i hovedstaden Bangkok, hvor et højhus under opførelse kollapsede. Adskillige bygninger blev evakueret og togdriften standset. Den thailandske hovedstad blev erklæret i undtagelsestilstand. Jordskælvet kunne foruden Bangkok, mærkes i 57 af nationens 76 provinser, med omfattende skader på tværs af 14 provinser.
Et højhus under opførelse, som det nye hovedkvarter for statsrevisionen i Bangkoks Chatuchak-distrikt, begyndte af slå revner, hvorefter en kran faldt ned. 10 minutter senere faldt bygningen sammen. Tre bygningsarbejde blev fundet dræbt kort efter kollapset af den 33 etager høje bygning, og 90 var savnede. Det næsten færdige højhus skulle været designet til at modstå jordskælv, hvorfor indenrigsminister Anutin Charnvirakul igangsatte en undersøgelse af sammenbruddet. 10 procent af de udtagne prøver af stål fra den kollapsede betonbygning, viste sig at være af for lav kvalitet.
Den 3. april blev de samlede ofre fra jordskælvet i Bangkok opgjort til 22 dræbte, 74 savnede og 35 tilskadekomne, hvoraf 24 var blevet udskrevet, mens 11 fortsat var indlagt. 103 mennesker var blevet berørt af den kollapsede bygning, hvoraf 74 stadig var savnet (mentes at være fanget under murbrokker), 15 bekræftede dødsfald og ni overlevende reddet ud, nogle med skader. Efterfølgende oprydning i ruinen af det sammenstyrtede højhus opgjorde pr. 19. april tabstallet til 47 omkomne og 47 savnede.
På landsplan blev i alt gennemgået 8.884 bygninger mellem den 28. marts og 11. april, hvoraf 8.369 blev erklæret strukturelt forsvarlige og sikre at bruge. Yderligere blev der konstateret moderate skader i 449 bygninger, der dog forblev brugbare. 66 bygningers strukturelle integritet var blevet alvorligt kompromitteret, og anvendelse af disse blev forbudt.

### 2025 væbnet grænsekonflikt
Den 24. juli udviklede grænsekonflikten med Cambodja, hvor landminer havde skadet thailandske soldater, sig til regulære træfninger i grænseprovinserne Sisaket, Surin og Buriram. Parterne – Thailand og Cambodja – beskyldte hinanden for at starte. Cambodjanske BM-21-raketter ramte civile i Thailand, blandt andet en 7-Eleven-forretning i Ban Phue, Sisaket-provinsen, og beboelse i Kap Choeng, Surin-provinsen. Thailand svarede tilbage med F-16 angreb på cambodjanske militærbaser. Kampe og angreb fortsatte til og med 28. juli.
FN's Sikkerhedsråd afviste den 26. juli at behandle konflikterne mellem Thailand og Cambodja, da den blev anset som begrænset til alene sammenstød langs den fælles grænse, ikke som en umiddelbar trussel mod verdensfreden. Den 28. juli blev en våbenhvile forhandlet på plads med ikrafttræden ved midnat til den 29. juli, ved et møde mellem Thailand og Cambodja i Malaysia, efter opfordring fra Malaysia og USA's præsident Donald Trump.
Ifølge nyhedsbureauet Reuters var det samlede dødstal over 30 mennesker, herunder 13 civile i Thailand og otte civile i Cambodja. Thailand oplyste de civile tabstal til i alt 51, heraf 14 dræbte, 12 kritisk sårede og 13 lettere sårede, og de militære tabstal til 111, heraf 8 dræbte og 111 sårede.

## Historiske emner udenfor kronologi

### Stemmekøb
Stemmekøb opstår, når et politisk parti eller en kandidat uddeler penge eller ressourcer til en vælger ved et kommende valg med forventning om, at vælgeren stemmer på den aktør, der uddeler belønningen. Stemmekøb har været kendt i Thailand siden 1979, hvor der blev rapporteret om åbenlyse stemmekøb i den nordøstlige provins Roi Et. Betalinger på 100-200 baht, hjemmesko og fiskesovs var nogle af de incitamenter, der blev givet til individuelle vælgere. Hændelsen inspirerede til udtrykket "Roi Et-sygdom" i thailandske politiske rapporter.
Køb og salg af stemmer er ulovligt i Thailand, men det ser ikke ud til at afskrække lovovertrædere, stemmekøb menes udbredt både lokale og nationale valg. De, der findes skyldige i at købe stemmer, risikerer fængsel fra et til 10 år og/eller en bøde på mellem 20.000 og 200.000 baht (cirka 4.000 til 40.000 kroner). De involverede kandidater straffes også, ved at få deres valgrettigheder suspenderet i 10 år. De, som sælger deres stemme, risikerer maksimalt seks måneders fængsel og/eller en bøde på op til 10.000 baht (cirka 2.000 kroner). Mål for stemmekøb er ofte fattige områder. Pengene fordeles normalt gennem mellemmænd – de kan være lokale ledere – som lover et bestemt antal stemmer i bytte for kontante belønninger fra de kandidater, der anvender stemmekøb. Mellemmanden er nødt til at sikre sig, at stemmer afgivet til den stemmekøbende kandidat matcher de udbetalte penge, ellers kan han komme i problemer. Der har været beretninger om, er folk blevet skudt eller skadet på anden vis.
Ved parlamentsvalget i juli 2011 blev der angiveligt købt stemmer for mellem 300 og 1.700 baht, afhængigt af region og valgkreds. Ved valget i marts 2019 svingede beløbene mellem 500 og 1.500 baht. Senere nævnes det, at politikere kan bruge mellem 1.000 og 3.000 baht pr. købt stemme. Der er en udbredt opfattelse af, at stemmekøb er almindeligt. En undersøgelse foretaget af National Institute of Development Administration (Nida) i januar 2019 viste, at over 78 procent af 1.250 adspurgte personer var overbevist om, at stemmekøb ville være udbredt ved det kommende parlamentsvalg.
En meningsmåling i marts 2022 viste følgende resultatet:
- Tror du, at der bliver der solgt stemmer ved lokale og nationale valg?
93,08 % svarede ja, 6,77 % svarede nej.
- Kan problemet med stemmekøb løses?
81,68 % svarede nej, 18,08 % svarede ja.
- Skal stemmekøb gøres lovligt?
80,43 % svarede nej, 19,04 % svarede ja.
- Skal valgkandidater lovligt kunne afholde banketter for at bejle til vælgerne?
71,33 % svarede nej, 27,54 % svarede ja.
- Skal valgkandidater lovligt kunne afholde underholdningsbegivenheder for at bejle til vælgere?
73,36 % svarede nej, 25,81 % svarede ja.
- Skal meningsmålinger holdes skjult de seneste syv dage før afstemningen begynder?
53,05 % svarede nej, 44,77 % svarede ja.

En Nida-måling foretaget i januar 2023 viste næsten to tredjedele, 63 procent, af de 1.310 forventede stemmekøb forud for de kommende parlamentsvalg. For at bekæmpe problemer med stemmekøb forud for parlamentsvalget den 14. maj, tilbyder valgkommissionen kontante belønninger fra 100.000 til 1 million baht (cirka 20.000-200.000 kroner) for tip om valgsnyd.
Under det seneste parlamentsvalg den 14. maj 2023 fandt Valgkommissionen, at flertallet af stemmekøbshændelser fandt sted i Bangkok, som har det højeste antal valgkredse blandt alle provinser. På trods af dette bemærkede Valgkommissionen, at det samlede antal rapporterede overtrædelser var lavere end ved tidligere valg. Allerede den 25. maj kunne det endelige valgresultat offentliggøres, hvilket var et af de hurtigste tilfælde i Thailands historie og indikation af, at der ikke var fundet væsentlige uregelmæssigheder.

### Netværksmonarki
Det thailandske monarkis indflydelse og rolle i politik har ofte været diskuteret. I 2005 introducerede politolog Duncan McCargo konceptet netværksmonarki, hvilket kan give grundlag for at forstå den politiske rolle for det thailandske Konstitutionelle monarki. Kort fortalt omfatter netværksmonarki et sæt af relationer mellem kongehuset og dets fuldmægtige, som kan resulterede i politisk indgriben fra monarkiet uden monarkens direkte engagement. Under kong Maha Vajiralongkorns (Rama X) regeringstid har netværket ændret sig på forskellige måder, hvilket har skabt en anden form for indflydelse på politik, i særdeleshed blandt de kongelige thailandske væbnede styrker.
Ifølge Supalak Ganjanakhundee, forfatter til bogen A Soldier King: Monarchy and Military in the Thailand of Rama X (dansk: En soldaterkonge: monarki og militær i Rama X's Thailand), blev der oprindeligt etableret et moderne militær i daværende Siam, for at tjene kronen. Historisk forekommer imidlertid tilfælde, hvor militære ledere forsøgte at gøre sig gældende, såsom det mislykkede kupforsøg i 1912 under Rama VI's regeringstid og det efterfølgende vellykkede oprør i 1932 under Rama VII, der medførte det nuværende konstitutionelle monarki. Konservative og royalister forsøgte at tage magten tilbage, men blev nægtet af feltmarskal Plaek Phibulsongkhram (aka Phibun), som forsøgte at opbygge nationen på grundlag af militarisme og nationalisme gennem hærens troskab til sig selv personligt (se uddybende afsnit ovenfor om perioden fra 1932). Først under Phibuns anden administration under Den kolde krig efter WWII, genoptog monarkiet sin forbindelse med militæret og skabte det netværksmonarki, der varede indtil slutningen af kong Bhumibol Adulyadejs (Rama IX)'s regeringstid (1950-2016).
Kong Vajiralongkorn (Rama X) er den første konge i den moderne æra, der blev militært uddannet i udlandet, men den tredje i Chakri-dynastiet med militær baggrund efter kongerne Rama VI og Rama VII. Den nuværende monarks skelsættende militærmission, som er blevet udbredt bredt online og i regeringens public relations, er hans deltagelse som kronprins i kampen mod de væbnede styrker fra Thailands kommunistiske parti i 1976. Efter militærkuppet i 2014 og tronfølgen i 2016 blev der vedtaget lovgivning, der førte til overførsel af en række civile og militære agenturer til kongens tjeneste, en situation, som Supalak Ganjanakhundee ser som fremkomsten af en privat kongelig hær. Seks måneder efter, at kong Rama X besteg til tronen, blev Royal Service Administration Act (dansk: Lov om kongelig serviceadministration) udstedt i marts 2017, som overførte følgende fem regeringsagenturer til kongehuset med specifikation om, at disse skal være "efter kongelig fornøjelse":
1. Embedet for Hans Majestæts primære private sekretær, tidligere et uafhængigt regeringsorgan svarende til en afdeling under ledelse af premierministeren
2. Det kongelige husstands præsidium (Royal Household Bureau) tidligere en kongelig myndighed svarende til et ministerium, der svarer direkte til spremierministeren
3. Den Kongelige Aide-de-Camp-afdeling, tidligere under Forsvarsministeriet
4. Den Kongelige Sikkerhedskommando, tidligere under Forsvarsministeriet
5. Kontoret for det kongelige hofpoliti, tidligere under det kongelige thailandske politi.

Ifølge Supalak Ganjanakhundee eksisterer netværksmonarkiet for at gøre de væbnede styrker mere loyale over for monarken og skabe et stærkt forhold mellem de to institutioner. Tidligere var det general Prem Tinsulanonda, leder af statsrådet, der drev netværksmonarkiet effektivt under kong Bhimibuls regeringstid. Kong Vajiralongkorn har derimod en stil, hvor han nøje kan styre netværket selv. Centeret i netværket er flyttet fra statsrådet, der under kong Vajiralongkorn er blevet mere optaget af sociale forhold. Kort efter at kong Vajiralongkorn overtog tronen, valgte han 15 højtstående militærofficerer til at gennemgå et særligt træning, for at etablerede Royal Guard Ratchawallop 904 Task Force (Komandoenhed 904). Paul Chambers, lektor og specialrådgiver i internationale relationer ved Naresuan University, er citeret i introduktionen til bogen The Soldier King med, at "der er ingen grund til at forvente, at en bevæbnet person adlyder en ikke-bevæbnet person, eller med andre ord, for en ubevæbnet konge til at føle sig tryg og sikker, når hans tjenere er fuldt bevæbnede." Et punkt, der afspejler et kritisk syn på spørgsmålet om, at gøre hæren til en hær direkte under kongen. Sociokulturel kapital har legitimeret en form for gensidig bistand mellem militæret og kongehuset, en situation, som begge sider drager fordel af, da de væbnede styrker opnår legitimitet og kongen opnår beskyttelse.

### Forfatningsdomstolen og politiske partier
Forfatningsdomstolen i Thailand har siden oprettelsen i 1997 pr. august 2024 opløst 111 politiske partier af en lang række årsager. Partiopløsninger foretages ofte på grund af alvorlige beskyldninger, som manglende overholdelse af etablerede regler, mangel på ordentlige kvalifikationer og forsøg på at destabilisere det politiske system med kongen som statsoverhoved.
Mange af de opløste parter var i begyndelsen små, uklare enheder; nogle var dog fremtrædende – som 2023-parlamentsvalgets vinder, Move Forward-partiet – hvilket har påvirket Thailands politiske landskab betydeligt. Alene under den nuværende 2017-forfatning er fire partier blevet opløst. Thai Raksa Chart blev opløst i marts 2019 for at nominere et kongefamiliemedlem til premierminister. Future Forward-partiet blev opløst i februar 2020 på grund af et ulovligt lån fra dets leder, Thanathorn Juangroongruangkit, hvilket medførte i et 10-årigt politisk forbud mod 16 af dets ledere. Thairaktham, et mikroparti, blev lukket i oktober 2022, for at tilbyde incitamenter til at tiltrække medlemmer. Move Forward blev opløst august 2024, for at forsøge at ændre paragraf 112, reglen om majestætsfornærmelse, hvilket resulterede i 10-årigt politisk forbud mod dets 11 ledere.
Tre partier med tilknytning til tidligere premierminister Thaksin Shinawatra også blevet opløst: Thai Rak Thai i maj 2007, for at underminere det politiske system, ved at manipulere mindre partier til at deltage i valg, People's Power Party i december 2008 på grund af valgsvindel, samt Thai Raksa Chart, en andet Thaksin-proxy-parti (proxy betyder stedfortræder på latin).
Ifølge nyhedsmediet Thai PBS, hævder kritikere, at Forfatningsdomstolens afgørelser væbner retsvæsenet til, at kontrollere modstanden mod det konservative etablissement. Tilhængere fastholder derimod, at domstolen blot beskytter demokratiet mod manipulation fra uetiske politikere. Det konservative parti Demokraterne, Thailands ældste politiske parti, undslap dog med nød og næppe opløsning i 2010.

### Alkohol love
Vidnesbyrd fra udenlandske rejsende til Siam (tidligere navn for Thailand) indikerer, at alkohol var mindre populær blandt thailændere i tidligere århundreder på grund af den fremherskende buddhistiske overbevisning. Det var forbudt at drikke alkohol blandt kongelige og hoffolk i Ayutthaya-perioden (1351-1767), selvom reglen ikke blev strengt overholdt.
I den senere Rattanakosin-periode (1782–1932) udstedte kong Rama I en hård lov mod alkoholforbrug. Ifølge forbuddet ville kongelige, der drak spiritus, blive nedgraderet til almindelige mennesker og blive mærket med en tatovering på panden. Det forbud blev dog lempet, da Siam begyndte at få mere kontakt med udlændinge, hvor alkoholforbruget blev udbredt med tilstrømningen af importeret spiritus.
Under militærstyret i perioden 1971-1973 under feltmarskal Thanom Kittikachorns embedsperiode, besluttede Det Revolutionære Råd i 1972, at begrænse salget af alkohol i butikkerne til bestemte tidspunkter, angiveligt fordi mange embedsmænd undlod at møde på arbejde på grund af tømmermænd. Alkoholsalg blev ved lov begrænset til mellem kl. 11.00 og 14.00 og igen fra kl. 17.00 til midnat. Loven blev dog ikke håndhævet strengt, før kæder af dagligvarebutikker begyndte at sprede sig ud over hele nationen. Håndhævelse af loven blev strammet af militærjuntaen i 2015, hvor premierminister Prayut Chan-o-chas kontor udstedte en forordning, der præciserede, at alkohol kun må sælges i disse timer, undtagen i internationale lufthavne og underholdningssteder (barer og natklubber).
I slutningen af 2007 vedtog regeringen, der blev dannet af Rådet for National Sikkerhed i kølvandet på militærkuppet i 2006, et lovforslag om kontrol med alkoholiske drikkevarer. Efter loven trådte i kraft, udstedte den efterfølgende demokratisk valgte regering under Abhisit Vejjajivas ledelse, en ministeriel forordning, der forbød salg af alkoholholdige drikkevarer på de hellige, såkaldte Buddha-dage, Makha Bucha, Visakha Bucha, Asarnha Bucha og Wan Khao Phansa (såkaldt buddhistisk fastelavn). Kun hoteller var undtaget fra forbuddet. I 2015 udvidede militærregeringens Det Nationale Råd for Fred og Orden alkoholforbuddet til også at omfatte hoteller, og tilføjede en femte årlig helligdag, Awk Phansa, afslutningen på den buddhistiske faste (også benævnt som Lent). De eneste undtagelser var for toldfrie butikker i lufthavne og for engroshandel mellem virksomheder.

## Tidslinje
Udvalgte begivenheder
- 1238-1438 Sukothai, det første kongerige
- 1351-1767 Ayutthaya-kongeriget, fra 1500-tallet kaldt Siam i udlandet
- 1400-tallet Sakdina (Landlord) systemet indføres i Ayutthaya-riget
- 1669 Pave Clemens IX grundlægger Mission de Siam
- 1767 Burma erobrer og ødelægger Ayutthaya
- 1768-1782 Kongeriget Thonburi på modsatte flodbred af handelsstationen Bangkok
- 1782 Det nuværende Chakri-dynasti tager magten, skifter navnet til Kongeriget Rattanakosin (kendt som Siam) og Krung Thep Maha Nakhon (Bangkok) bliver hovedstad
- 1868-1910 kong Chulalongkorn, Rama V's regeringstid
- 1917 Siam erklærer krig mod Tyskland og Østrig-Ungarn (WWI), det nuværende nationalflag indføres
- 1932 Den Siamesiske Revolution hvor Enevældet fredeligt afskaffes
- 1935 Kun ni år gamle Ananda Mahidol anerkendes som konge af Siam efter kong Prajadhipoks abdikation
- 1939 Siam skifter navn til Thailand
- 1941 8. december, Japan besætter Thailand, der efterfølgende erklærer krig med de allierede styrker (WWII)
- 1946 Bhumibol bliver konge, efter storebroderen, kong Anandas pludselige død
- 1946-1948 Thailand skifter i en periode navn til Det Kongelige Kongerige Siam
- 1948 Militærdiktatoren Phibun tager magten for anden gang og ændrer nationens navn tilbage til Thailand
- 1973-76 Stormfuld demokratisk periode
- 1976 Massakre den 6. oktober i Thammasat University og på Sanam Luang-pladsen
- 1980 General Prem Tinsulanonda bliver leder
- 1988 Demokratiet genindføres
- 1991 Nyt militærkup
- 1992 Atter demokrati efter blodige uroligheder, der kulminerede i Black May-oprøret
- 1997 Akut økonomisk krise – ny, demokratisk forfatning vedtages
- 2001 Thaksin Shinawatra vælges med et overvældende flertal
- 2006 Endnu et militærkup, Thaksin Shinawatra afsættes
- 2008-11 Demokratisk valgte regeringer, mange politiske uroligheder, Thaksin Shinawatra flygter i eksil
- 2011 Yingluck Shinawatra vælges som første kvindelige premierminister
- 2014 Nyt militærkup, Yingluck Shinawatra afsættes, general Prayut Chan-o-cha tager magten
- 2015 Bombeattentat i Bangkok den 17. august
- 2016 Kong Bhumibol dør efter 70 år på tronen, tronskifte til kong Vajiralongkorn
- 2017 Ny forfatning, Yingluck Shinawatra flygter i eksil
- 2019 Parlamentsvalg, Prayut Chan-o-cha bliver premierminister. Kroning af kong Vajiralongkorn
- 2020 Undtagelsestilstand grundet coronaviruspandemi, omfattende demonstrationer mod regering og konge.
En soldat skød og dræbte 29 personer og sårede 58 andre i et masseskyderi i Nakhon Ratchasima
- 2021 1. november genåbnes for turisme, men med visse restriktioner
- 2022 Thailand genåbnes fuld ud for turisme, Bangkok skifter officielt navn til Krung Thep Maha Nakhon (Bangkok). En tidligere politiofficer skyder mindst 37 personer, heraf 22 børn, og sårer 12 i en massakre i provinsen Nong Bua Lamphu. Ny valglov vedtages
. Prinsesse Bajrakitiyabha, den mulige tronfølger, bliver ramt af hjertestop
- 2023 Parlamentsvalg. Thaksin Shinawatra vender hjem fra eksil. Srettha Thavisin valgt som premierminister. En 14-årig dreng foretager et masseskyderi i Siam Paragon i Bangkok. 28 thailændere dør i Israel-Hamaskrigen 2023.

Thailandske premierministre

Ud af 30 premierministre siden enevældets ophævelse ved militærkuppet i 1932, har der været 11 militærofficerer, 9 jurister, 6 erhvervsledere, 3 embedsmænd og 1 universitetslektor som premierminister for Thailand.
1. 28-06-1932 – 20-06-1933: Phraya Manopakorn Nitithada, jurist
2. 21-06-1933 – 13-12-1938: Phraya Phahonphonphayuhasena, militærofficer
3. 16-12-1938 – 01-08-1944 + 08-04-1948 – 16-09-1957: Plaek Phibunsongkhram, militærofficer
4. 01-08-1944 – 31-08-1945 + 31-01-1946 – 24-03-1946 + 10-11-1947 – 08-04-1948: Khuang Aphaiwong, embedsmand
5. 31-08-1945 – 17-09-1945: Thawi Bunyaket, embedsmand
6. 17-09-1945 – 31-01-1946 + 25-02-1975 – 13-03-1975 + 20-04-1976 – 06-10-1976: Seni Pramoj, jurist
7. 24-03-1946 – 23-08-1946: Pridi Banomyong, jurist
8. 23-08-1946 – 08-11-1947: Thawan Thamrongnawasawat, militærofficer
9. 21-09-1957 – 01-01-1958: Pote Sarasin, jurist
10. 01-01-1958 – 20-10-1958 + 09-12-1963 – 14-10-1973: Thanom Kittikachorn, militærofficer
11. 09-02-1959 – 08-12-1963: Sarit Thanarat, militærofficer
12. 14-10-1973 – 26-02-1975: Sanya Dharmasakti, jurist
13. 14-03-1975 – 20-04-1976: Kukrit Pramoj, erhvervsleder
14. 08-10-1976 – 19-10-1977: Chatichai Choonhavan, jurist
15. 11-11-1977 – 03-03-1980: Kriangsak Chamanan, militærofficer
16. 03-03-1980 – 04-08-1988: Prem Tinsulanonda, militærofficer
17. 04-08-1988 – 23-02-1991: Chatichai Choonhavan, jurist
18. 02-03-1991 – 23-03-1992 + 10-02-1992 – 22-09-1992: Anand Panyarachun, erhvervsleder
19. 07-04-1992 – 24-05-1992: Suchinda Kraprayoon, militærofficer
20. 20-09-1992 – 13-07-1995 + 09-11-1997 – 09-02-2001: Chuan Leekpai, jurist
21. 27-05-1994 – 19-05-1995 + 13-07-1995 – 24-11-1996: Banharn Silpa-archa, jurist
22. 25-11-1996 – 08-11-1997: Chavalit Yongchaiyudh, militærofficer
23. 09-02-2001 – 19-09-2006: Thaksin Shinawatra, erhvervsleder
24. 01-10-2006 – 29-01-2008: Surayud Chulanont, militærofficer
25. 29-01-2008 – 09-09-2008: Samak Sundaravej, embedsmand
26. 18-09-2008 – 02-12-2008: Somchai Wongsawat, jurist
27. 17-12-2008 – 05-08-2011: Abhisit Vejjajiva, universitetslektor
28. 05-08-2011 – 07-05-2014: Yingluck Shinawatra, erhvervsleder
29. 24-08-2014 – 22-08-2023: Prayut Chan-o-cha, militærofficer
30. 22-08-2023 – 14-08-2024: Srettha Thavisin, erhvervsleder
31. 16-08-2024 : Paetongtarn Shinawatra, erhvervsleder

Thailandske statskup

Siden 1932, hvor enevældet blev afskaffet, og frem til 2014, har der været 20 Coup d'état i Thailand, foruden et mislykket kupforsøg i 1912.
1912-2014
1. 1912, Mislykket kupforsøg af militærofficerer på at vælte kong Vajiravudh (Rama VI).
2. 1932, 24. juni: Khana Ratsadon-partiet får ophævet enevældet under Kong Prajadhipok.  Uddybende artikel: Den Siamesiske Revolution
3. 1933, 20. juni: Phraya Phahon Phonphayuhasena kupper Phraya Manopakorn Nititada.
4. 1933, 11.-23. oktober: Royalistiske rebeller afsætter 1933-junikupmagerne.
5. 1935, 23. august: The Nai Sip rebellion.
6. 1939, 29. januar: Nærmere en udrensning, eller internt kup, foretaget af premierminister Phibul for at udrydde politiske modstandere.
7. 1947, 7. november: Phin Choonhavan omstyrter Thawal Thamrong Navaswadhi.
8. 1949, Mislykket kupforsøg af Pridi, som så Grand Palace indtaget af sine støtter.
9. 1951, 29. juni: Pridi tilhængere i flåden forsøger et kup mod Phibun (staves også Phibul).
10. 1951, 29. november: Militæret forkaster 1949-konstitutionen og genindsætter 1932-konstitutionen.
11. 1957, 21. september: Sarit Thanarat omstyrter Plaek Pibulsongkram.
12. 1958, 20. oktober: Selvkup indført af Sarit Thanarat.
13. 1971, 18. november: Selvkup indført af Thanom Kittikachorn.
14. 1976, februar: Kupforsøg.
15. 1976, 6. oktober: Sangad Chaloryu omstyrter Seni Pramoj.
16. 1977, 20. oktober: Kriangsak Chomanan omstyrter Tanin Kraivixien.
17. 1981, Kupforsøg anført af hærens viceøverstkommanderende da regeringstro tropper undertrykte en opstand. Den såkaldte Young Turk-officersgruppe, der foranledigede kuppet, blev afskediget fra hæren.
18. 1985, Mislykket kupforsøg af oberst Manoon Roopkachorn, et medlem af Young Turks, et antal højtstående officerer blev arresteret.
19. 1991, 24. februar: Sunthorn Kongsompong omstyrter Chatichai Choonhavan.
20. 2006, 19. september: Sonthi Boonyaratglin omstyrter Thaksin Shinawatra.  Uddybende artikel: Thailands militærkup 2006
21. |2014, 22. maj: Prayut Chan-o-cha omstyrter Niwatthamrong Boonsongpaisan, i princippet Yingluck Shinawatra.  Uddybende artikel: Thailands militærkup 2014